# Électricité en Espagne

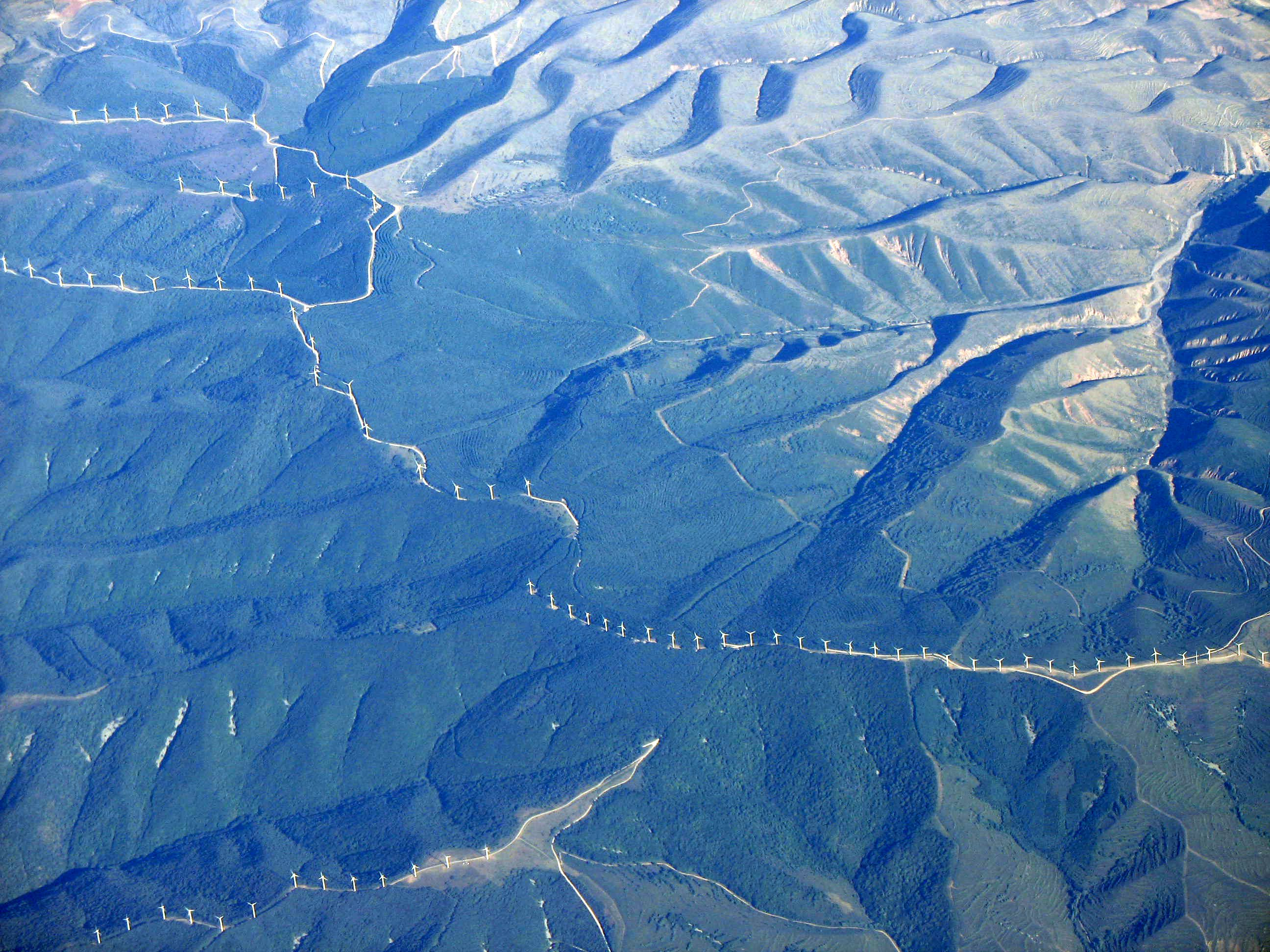
Parc éolien dans la Sierra de Gredos.

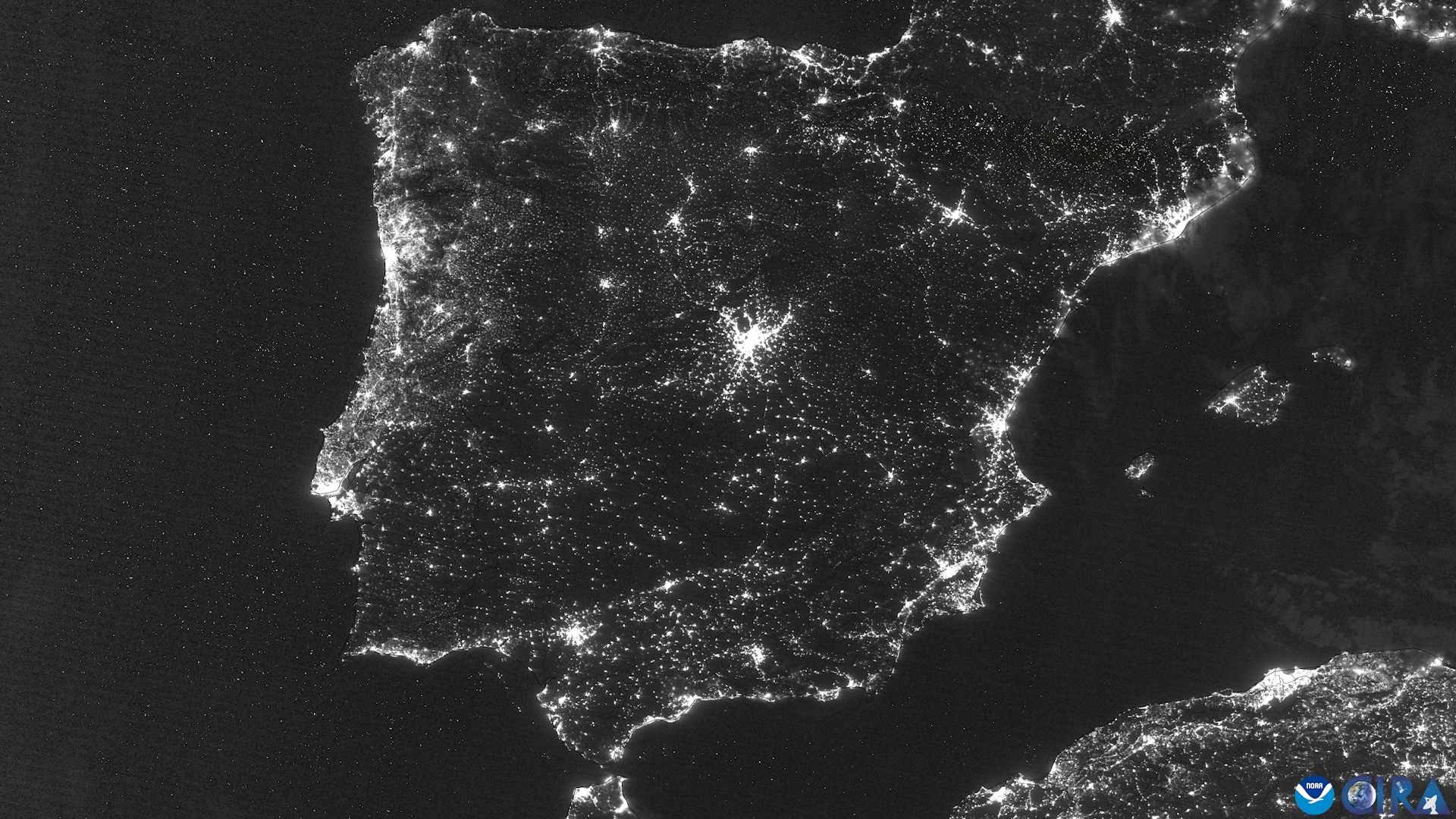
Vue satellite nocturne de la péninsule ibérique le jour de l'extinction. 80201

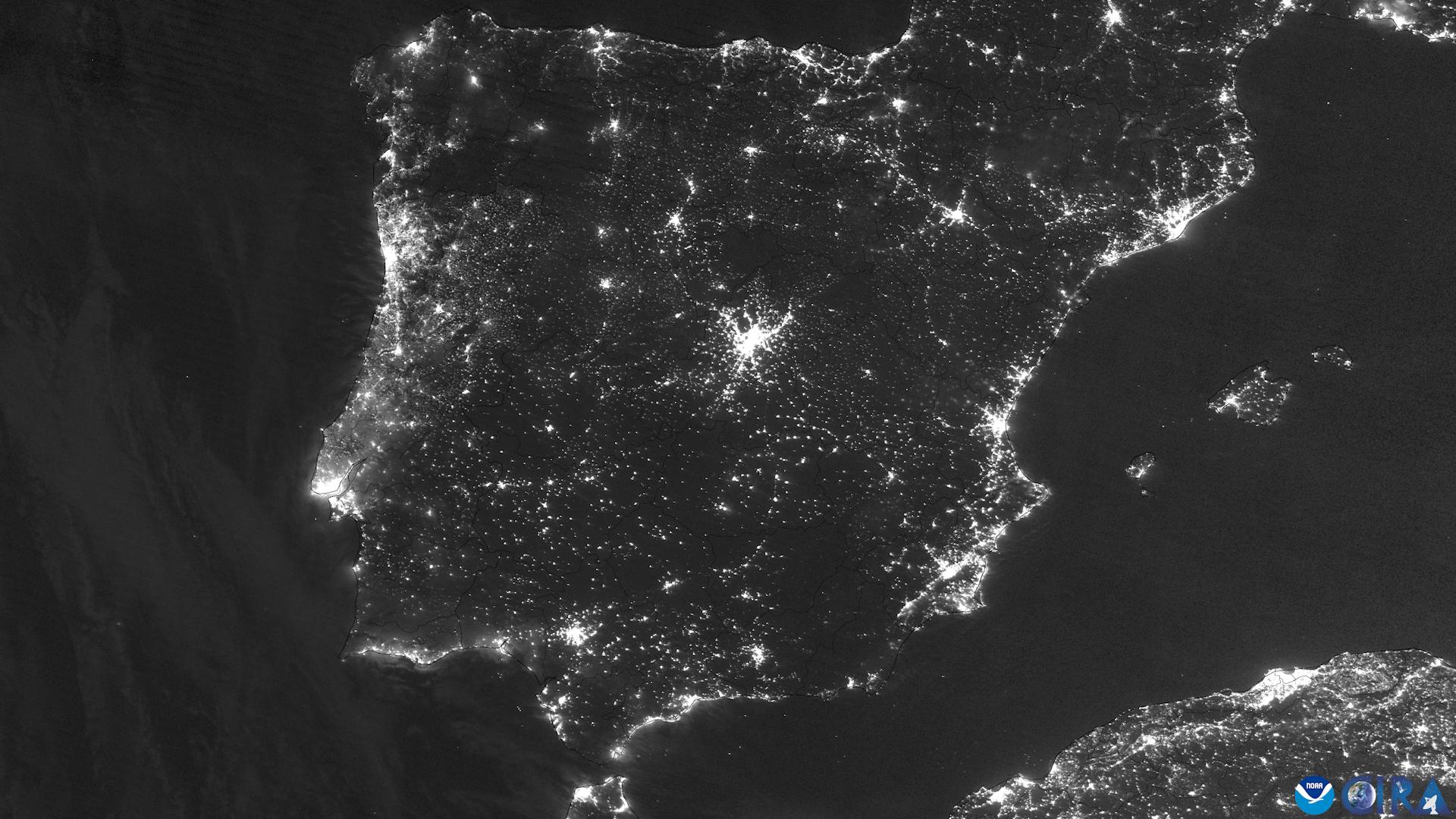
Vue satellite nocturne de la péninsule ibérique le jour de l'extinction. 90235

Le secteur de l'électricité en Espagne se caractérise par une forte proportion de production à partir d'énergies renouvelables (EnR) : 52,3 % en 2023, dont 22,5 % d'énergie éolienne, 16,9 % d'énergie solaire, 10,9 % d'énergie hydraulique et 2,1 % de biomasse et déchets), contre 27,4 % provenant des énergies fossiles (surtout gaz naturel : 22,5 %) et 19,9 % de l'énergie nucléaire. Les fortes fluctuations de la part des EnR proviennent surtout de l'hydroélectricité, dont la production a chuté de 32,7 % en 2022 avant de remonter de 40,6 % en 2023. 
L'Espagne se classe en 2023 au 7e rang des producteurs d'électricité éolienne, également au 7e rang des producteurs d'électricité solaire photovoltaïque, et au 1er rang pour l'énergie solaire thermodynamique.
L'électricité représentait 23,7 % de la consommation finale d'énergie du pays en 2022.
L’Espagne avait en 2022 une consommation d'électricité de 5 124 kWh par habitant, supérieure de 50 % à la moyenne mondiale, mais inférieure de 23 % à celle de la France.
Les émissions de CO2 liées à la production d'électricité en Espagne ont atteint 47,7 Mt en 2022, dues surtout au gaz naturel (67 %), au charbon (19 %) et au pétrole (14 %). Depuis 2000, elles ont reculé de 27 % (charbon : -85 %, gaz naturel : x49,9, pétrole : -5 %).

## Historique
L'histoire du développement de l'électricité en Espagne depuis le XIXe siècle a connu plusieurs périodes d'expansion et recul, des phases d'interventionnisme plus ou moins grand de l'État ainsi qu'une concentration entre une série d'acteurs privés et publics. Chacune de ces phases est marquée par la progression d'une filière : d'abord l'hydroélectricité pendant la première moitié du siècle, puis le pétrole et le nucléaire, pour répondre à l'augmentation rapide de la demande qui a suivi la fin de la période autarcique du régime franquiste jusqu'à l'entrée en vigueur du moratoire sur l'énergie nucléaire de 1984. À compter des années 1990, l'Espagne adopte avec enthousiasme l'énergie éolienne, dont elle devient un leader mondial, ainsi que la filière gazière, avec la domination graduelle de la production provenant de centrales thermiques au gaz à cycle combiné.

### Précurseurs (avant 1900)

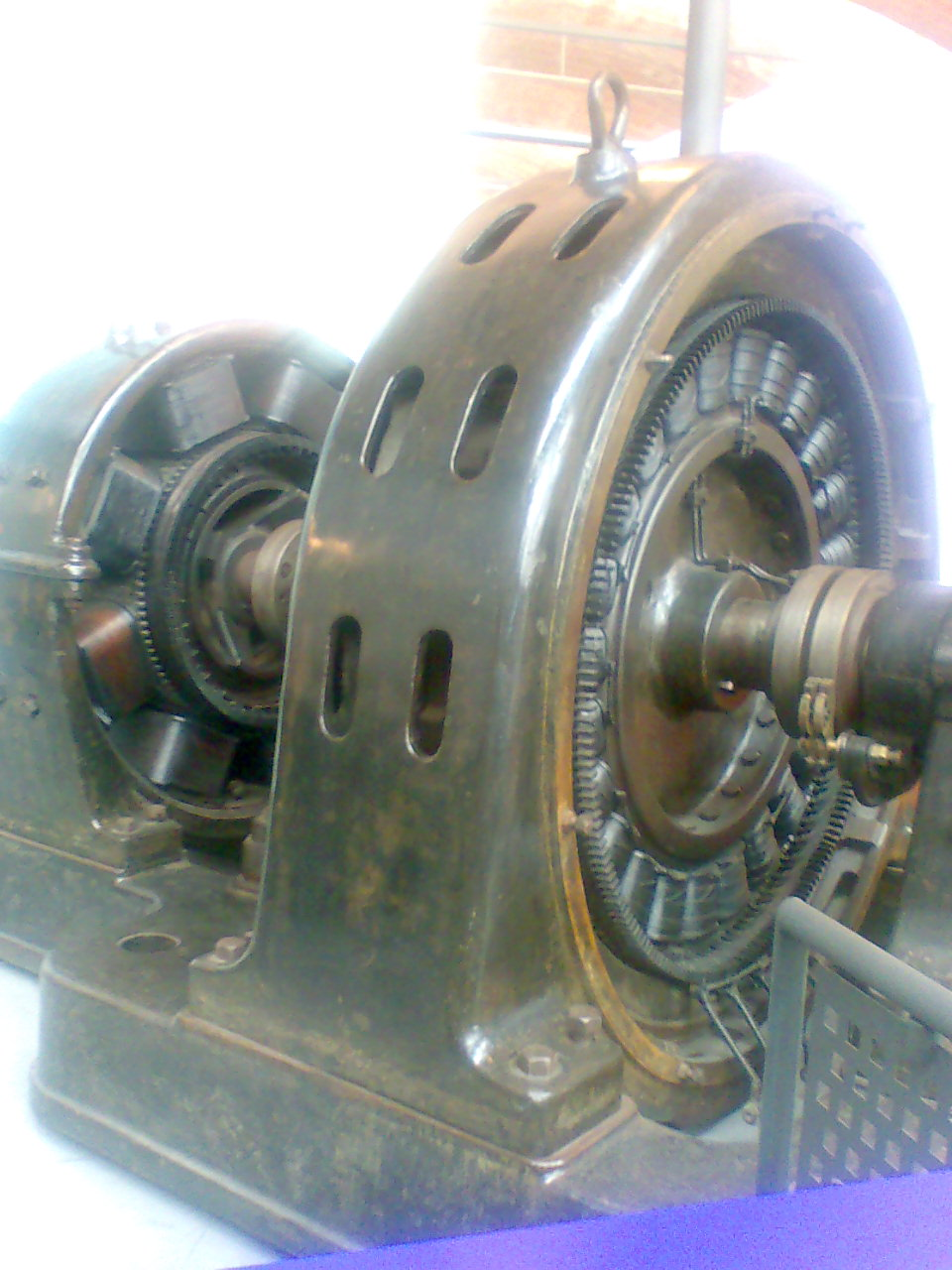
Alternateur d'une usine textile exposé au musée de la science et de la technique de Catalogne, à Terrassa.

La première application de l'électricité en Espagne remonte à 1852, alors que le pharmacien Domenech à Barcelone éclaire sa boutique avec « une méthode de son invention ». La même année, la place de l'armurerie et le Congrès des députés de Madrid sont éclairés à l'aide d'une cellule galvanique.
Les premières dynamos font leur apparition à Barcelone en 1873 et une première compagnie d'électricité, La Maquinista Terrestre y Marítima, naît en 1876. Elle produit son électricité grâce à une dynamo branchée à la machine à vapeur de la frégate Victoria, qui mouille à trois kilomètres de Barcelone.
Elle est suivie de nombreuses autres compagnies dans les deux dernières décennies du XIXe siècle. Toutes ces compagnies font face à un même problème : elles produisent du courant continu, alors impossible à transporter sur de longues distances. Les centrales s'établissent donc à proximité immédiate de leurs consommateurs au cours des premières années.

### Développement de l'hydroélectricité (1900-1950)

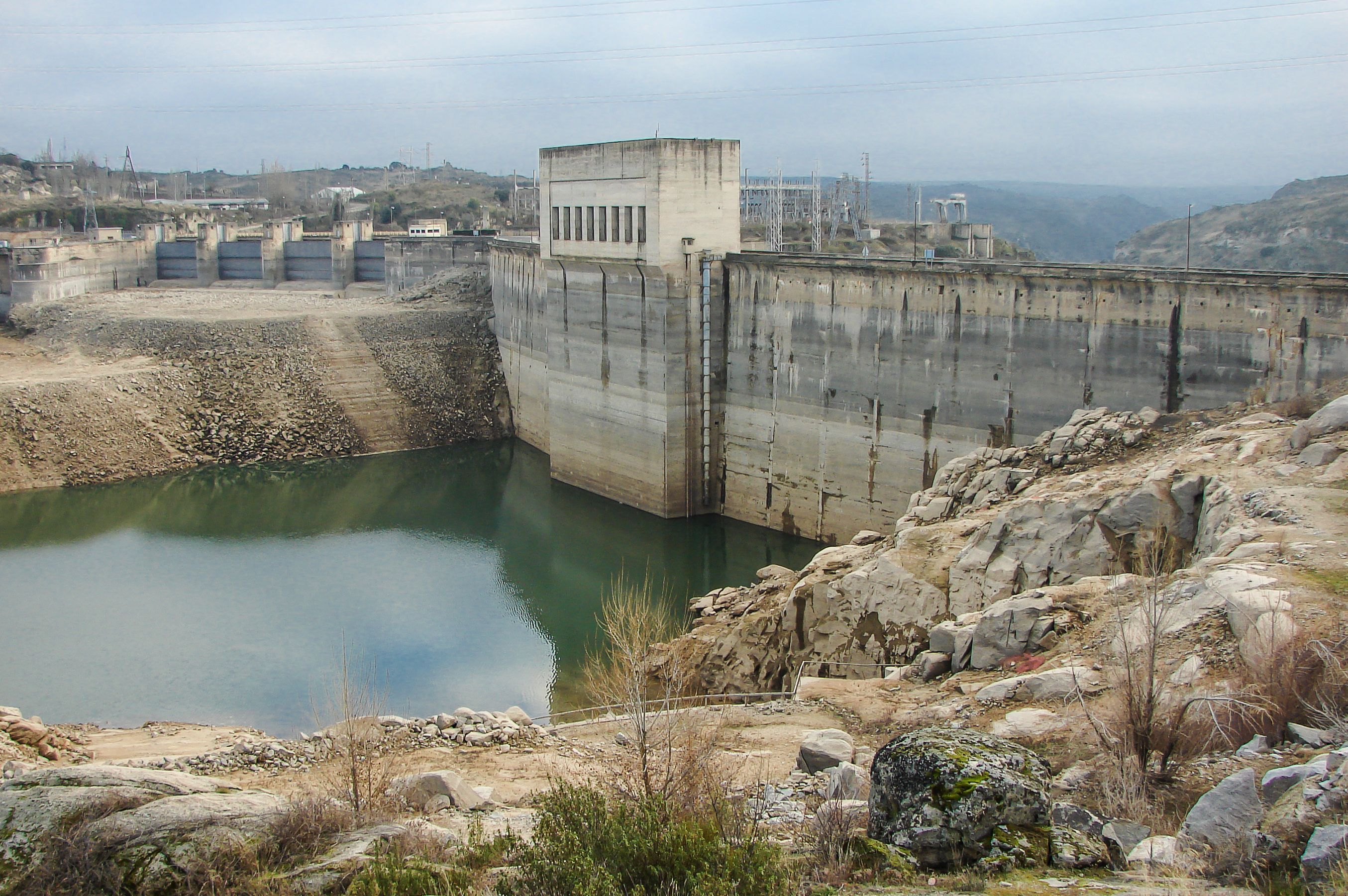
La centrale et le barrage de Ricobayo, construits entre 1929 et 1935 sur le cours inférieur de la rivière Esla, un affluent du fleuve Duero.

L'apparition du courant alternatif au début du XXe siècle transforme l'industrie en permettant le transport de l'électricité sur de grandes distances. Des sociétés anonymes sont formées pour exploiter le potentiel des grands fleuves du pays : l'Èbre (Hidroeléctrica Ibérica), le Douro (Saltos del Duero), le Júcar (Hidroeléctrica Española), Saltos del Sil, Hidroeléctrica de Cataluña, Hidroeléctrica del Cantábrico, Saltos del Nansa, Fuerzas Hidroeléctricas del Segre. En 1929, la puissance installée des centrales espagnoles est multipliée par 12 par rapport à celle de 1901 et atteint 1 154 MW. Quatre-vingt-un pour cent de cette puissance est d'origine hydraulique.
Au moment de la guerre civile, en 1936, la capacité des centrales atteint 1 491 MW avec la mise en service l'année précédente de la centrale de Ricobayo (es) sur l'Esla, un affluent du Duero. La production de cette nouvelle centrale s'ajoute aux surplus d'approvisionnement qu'enregistre le pays. Au cours des années suivantes, les nouvelles mises en service seront insuffisantes pour compenser la perte d'installations détruites ou endommagées pendant le conflit, si bien qu'en 1944-1945, l'Espagne se retrouve en situation de pénurie.
Comme le reste de l'économie espagnole, l'industrie électrique connaît de graves difficultés au sortir de la Deuxième Guerre mondiale, en raison d'un blocus économique qui réduit les importations et des politiques économiques du régime franquiste. La politique de fixation des prix, qui stabilise les prix malgré l'inflation galopante, fait augmenter la demande et nuit aux investissements dans de nouvelles installations. En cinq ans à peine, les déficits constatés en 1944 deviennent chroniques.
Ces problèmes surviennent parallèlement à une réorganisation de l'industrie. Hidroeléctrica Ibérica, une entreprise intégrée active au Pays basque, fusionne le 30 septembre 1944 avec Saltos del Duero, propriétaire de la centrale de Ricobayo, pour former Iberduero S.L.. Affaire strictement privée jusqu'alors, l'électricité devient affaire d'État, qui décide d'occuper une place plus active dans le secteur, notamment avec la création d'Endesa (Empresa Nacional de Electricidad), en 1944 et d'ENHER (Empresa Nacional Hidroeléctrica del Ribagorzana) en 1949.

### Maturation du secteur (1950-1990)

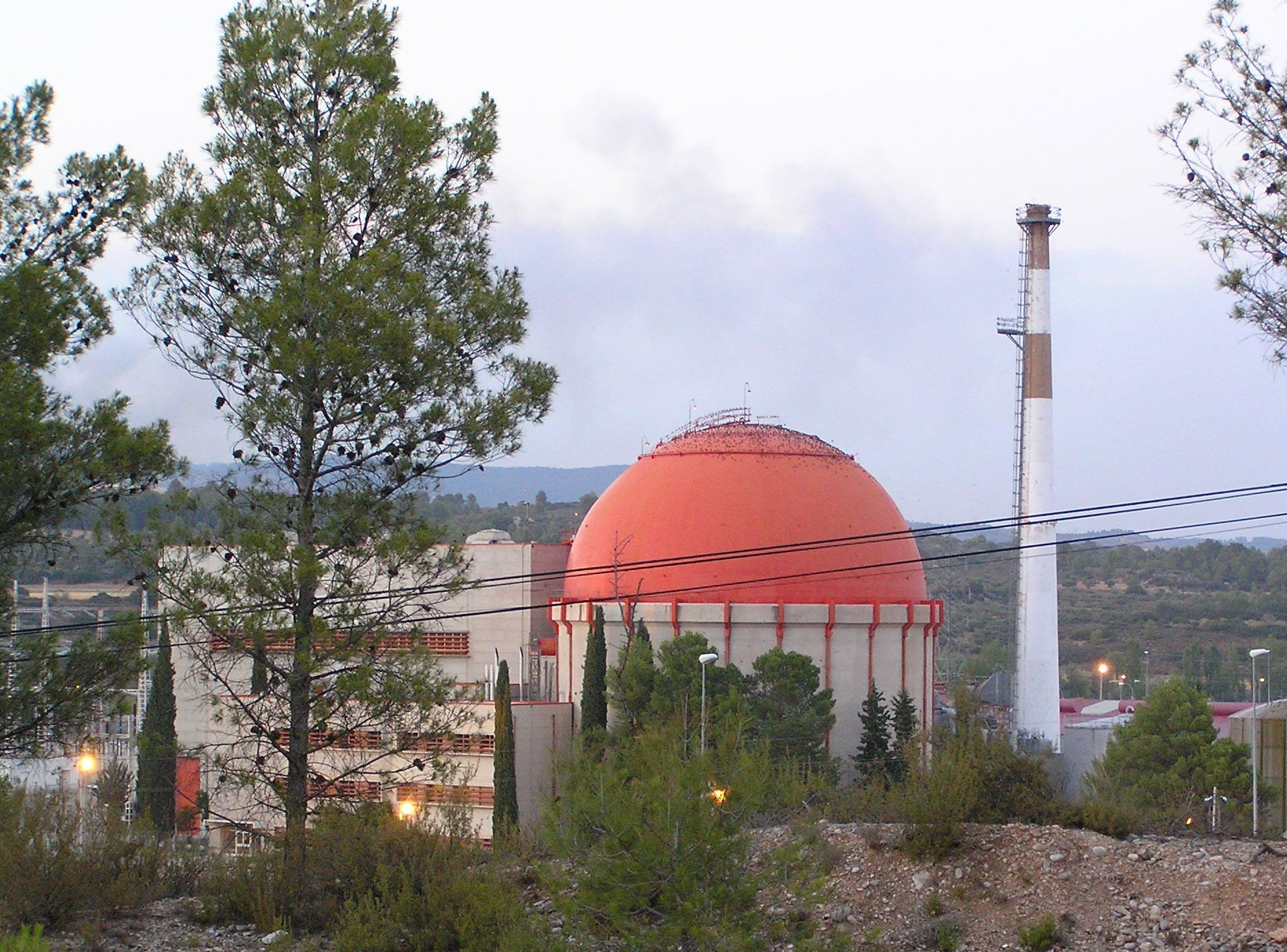
La centrale nucléaire José Cabrera, à Zorita, près de Guadalajara, entre en service en 1968.

Le développement des grandes rivières de l'Espagne reprend et s'accélère durant les années 1950 et 1960, alors que sont mises en chantier les plus grandes centrales hydroélectriques du pays. Iberduero met en service deux puissantes centrales sur le Duero : la centrale de Saucelle en 1956, suivi par l'aménagement d'Aldeadávila en 1963, tandis qu'Hidroeléctrica Española inaugure la centrale d'Alcántara en 1970.
Le développement hydroélectrique se trouve cependant limité par la disponibilité de sites compatibles ; son importance relative décroît rapidement dans les approvisionnements nationaux. D'un sommet de 84 % en 1960, l'hydroélectricité ne représente plus que 50 % de la puissance installée dix ans plus tard, alors que la capacité du pays passe de 6 567  à   17 924 MW entre 1960 et 1970.
Pour ces raisons, les entreprises du secteur se tournent vers les filières thermiques, au fioul notamment, ainsi que vers l'énergie nucléaire, dès la fin des années 1950. La première centrale du pays, la centrale José Cabrera, une centrale de 153 MW située à Zorita, près de Guadalajara, est mise en service par Unión Fenosa à la fin de 1968. Des entreprises espagnoles mettront en service deux autres centrales peu de temps après : Santa María de Garoña en 1971 et Vandellós I l'année suivante.
Le premier choc pétrolier de 1973 a des conséquences sérieuses pour le pays, qui tarde à réagir à la situation nouvelle créée par l'augmentation des prix du combustible. Une série de nouvelles centrales thermiques au fioul qui avaient été programmées dans le cadre du premier plan énergétique national de 1969 entrent en service entre 1973 et 1976, mais les prix du pétrole sont multipliés par six en moins d'un an.
Pendant que les centrales au fioul sont exploitées en pointe seulement en raison du coût du combustible, un programme accéléré de construction de centrales thermiques au charbon est mis en œuvre, particulièrement dans les régions côtières. Par ailleurs, cinq réacteurs sont mis en service entre 1980 et 1986 aux centrales nucléaires d'Almaraz, d'Ascó et de Cofrentes qui ajoutent plus de 4 500 MW au bilan. Malgré le moratoire nucléaire — mis en place en 1984 sous le gouvernement socialiste de Felipe González —, deux autres centrales entreront en production à la fin des années 1980 : Vandellos II en 1987 et Trillo, en 1988.

### Consolidation et ouverture des marchés (1990-2000)
À la fin des années 1980, le secteur connaît une autre période difficile. L'industrie ne dispose pas de revenus suffisants en raison des politiques tarifaires imposées par le gouvernement qui sont inférieures à l'inflation, elle est aussi essoufflée par l'importance des investissements requis pour construire le parc de production nucléaire et la sous-utilisation du parc de centrales thermiques au fioul, reléguées à une utilisation sporadique en période de pointe. À compter de 1985, se développe un marché de 7 000 MW, qui permet d'améliorer le sort de certaines entreprises qui ont pris le virage de la substitution du pétrole.
Une nouvelle formule de calcul du prix de l'électricité, le Marco Legal y Estable, améliore la situation financière de l'industrie, en établissant de nouvelles règles tarifaires qui tiennent compte des investissements, du prix de production et de distribution, tout en introduisant un mécanisme de compensations entre les sociétés participantes. Ce retour à la santé financière coïncide avec une nouvelle phase de consolidation des entreprises existantes, en quelques groupes majeurs, comme Endesa, qui absorbe entre autres Sevillana de Electricidad, en plus d'acquérir des participations dans les entreprises catalanes Fuerzas Eléctricas de Cataluña (Fesca), Hidroeléctrica Cataluña (Hidruña) ainsi qu'Eléctricas Reunidas de Zaragoza, pendant qu'au même moment, les sociétés biscayennes Hidroeléctrica Española et Iberduero combinent leurs forces pour créer Iberdrola.
Pendant que se mettent en place les instruments d'un marché concurrentiel, avec la Loi d'organisation du système électrique national (LOSEN), la création d'un opérateur public du réseau de transport, Red Eléctrica de España, le Conseil de l'Union européenne met en place la directive de 96/92/CE sur les règles communes pour le marché intérieur de l'électricité. Après des consultations entre le gouvernement et l'industrie, la Loi 54/1997 du secteur électrique crée un marché de l'électricité à compter du 1er janvier 1998.
L'ouverture du marché espagnol aux sociétés européennes, dont l'allemande E.ON et Électricité de France (EDF), fait craindre une perte de contrôle du secteur. S'engagent alors une série de discussions entre les entreprises du secteur énergétique espagnol afin de mettre en place un « champion national », de taille à concurrencer les grandes entreprises étrangères. Des pourparlers entre Repsol et Iberdrola avortent en 1999., alors qu'un mariage entre Iberdrola et Endesa achoppe en 2001 après que les partenaires jugent négativement les conditions imposées par le gouvernement à leur union.
Une autre fusion, cette fois entre Iberdrola et la société catalane Gas Natural, a aussi échoué en 2006 en raison de l'insistance des principaux actionnaires du distributeur de gaz à vouloir contrôler le conseil d'administration de l'entité fusionnée.
Les spéculations d'une union entre Iberdola et Gas Natural ont repris en 2008, au moment où Acciona et Enel se disputent à la tête d'Endesa qui, menacée par une OPA hostile d'E.ON, fusionne avec un consortium dirigé par le géant italien de l'énergie. La présence de l'entreprise de bâtiment et travaux publics espagnole est imposée par Madrid, qui craint une prise de contrôle étrangère. Enel rachète la participation minoritaire d'Acciona en 2009 pour 11 milliards d'euros.

### Développement des énergies renouvelables (2000-2012)
À partir du milieu des années 1990, la politique énergétique s'oriente vers la stimulation des énergies renouvelables, avec un système de primes qui a provoqué le décollage de ces technologies, en particulier de l'énergie éolienne.
En 2005, le gouvernement espagnol approuve une nouvelle loi dont l'objectif était de produire 30 % de l'énergie nationale à partir des énergies renouvelables jusqu'à parvenir à 20,1 GW en 2010 et 36 GW en 2020.
Il est prévu que la moitié de cette énergie provienne du secteur éolien, ce qui éviterait l'émission de 77 millions de tonnes de dioxyde de carbone.
Entre 2004 et 2007, les gouvernements de plusieurs communautés autonomes approuvèrent des lois telles que la Ley de Fomento de las Energías Renovables d'Andalousie, qui rendent obligatoire l'installation de panneaux solaires sur les bâtiments de logements de construction neuve ou qui doivent subir une rénovation intégrale, à usage de chauffage et eau chaude, afin de réduire la dépendance du gaz naturel, du gazole et du butane. Cette mesure avait déjà été adoptée antérieurement par les conseils municipaux de diverses cités comme Madrid et Barcelone.
En 2011, le gouvernement espagnol a approuvé le Plan National des Énergies Renouvelables qui fixe des objectifs pour la période 2011-2020 de 35 000 MW installés en 2020 en éoliennes terrestres et 3 000 MW en éoliennes en mer.

### Suspension des énergies renouvelables (2012-2018)
Le gouvernement espagnol de Mariano Rajoy, après son arrivée au pouvoir fin 2011, suspend les dispositifs de soutien aux nouveaux projets d'énergies renouvelables : le ministère de l'Industrie annonce le 27 janvier 2012 la clôture temporaire du programme de tarifs d'obligation d'achat d'énergies renouvelables pour les nouveaux projets ; les projets déjà approuvés continuent à bénéficier de ces tarifs ; cette suspension est justifiée par la crise économique et surtout par le déficit dû au programme qui s'accumulait dans les comptes des opérateurs, ces derniers n'étant pas autorisés à répercuter les surcoûts d'achat d'énergies renouvelables dans leurs tarifs de vente, mais seulement à comptabiliser ces surcoûts dans des comptes d'attente ; le gouvernement prépare une réforme pour éliminer ces déficits, qui atteignent 26 milliards d'euros en 2013 ; l'État a dépensé plus de 50 milliards € d'aides aux renouvelables de 1998 à 2013, avec une hausse de 800 % à partir de 2005 ; le gouvernement annonce son intention de réduire fortement les aides à l'éolien.

### Fort développement du solaire (2018-2024)
Entre 2018 et 2024, la puissance solaire passe de 5 GWc à 35 GWc. Ainsi le ratio de la production renouvelable sur la demande à la pointe est similaire à celui de l'Allemagne et le double de celui de la Californie, deux systèmes beaucoup mieux interconnectés à leurs voisins que la péninsule ibérique. Les coûts supplémentaires induits par les restrictions techniques en relation avec le contrôle du voltage sont passés de 306 million d'euros en 2020 à 600 million d'euros en 2023.

## Production

### Vue d'ensemble
Pour des raisons techniques, il est temporairement impossible d'afficher le graphique qui aurait dû être présenté ici.

Production d'électricité par source en Espagne
Source : AIE, Energy Institute

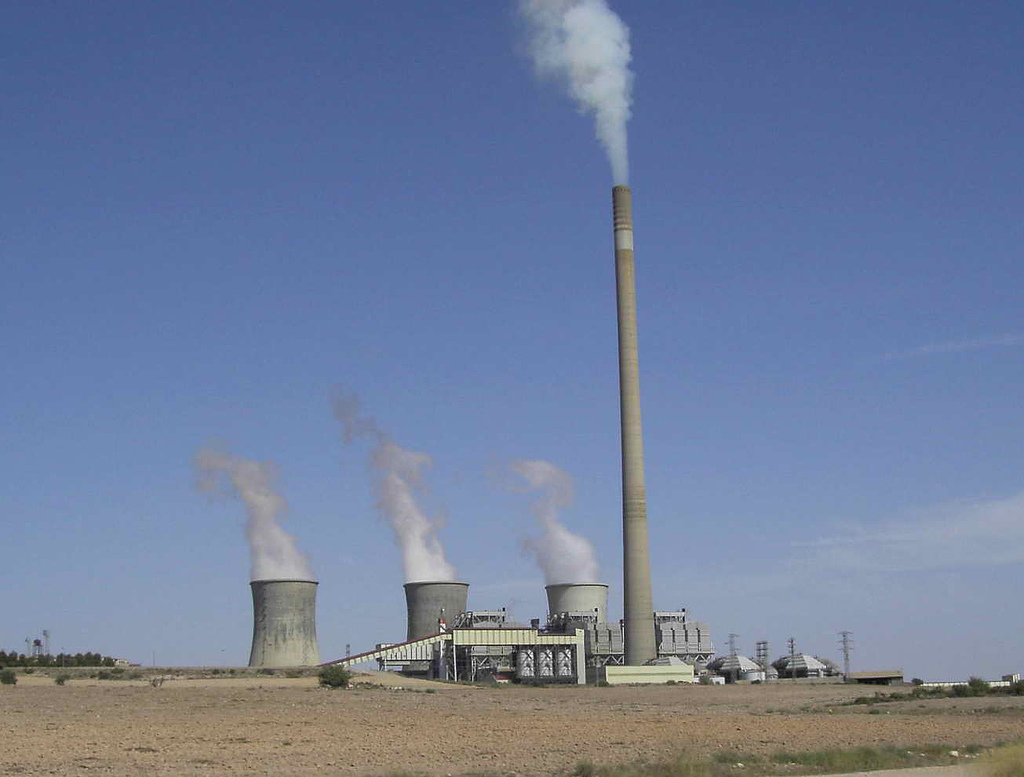
Centrale thermique de Teruel (Province de Teruel)

La production d'électricité en Espagne s'est longtemps caractérisée par la prépondérance des centrales thermiques à combustibles fossiles, principalement à charbon et fioul à l'origine, progressivement remplacées par le gaz naturel depuis la construction de nombreuses centrales à cycle combiné : les combustibles fossiles totalisaient 40,5 % en 2019, mais les énergies renouvelables (EnR) les ont presque rejoints avec 38,1 % ; en 2020, la crise liée à la pandémie de Covid-19 les a fait passer en tête à 44,5 % contre 32,9 % pour les fossiles ; elles étaient passées en tête pour la première fois en 2014 avec 41 %, mais ont été fortement affectées par l'arrêt de la politique de soutien aux EnR et par une suite d'années de sécheresse qui ont réduit de plus de moitié la production hydroélectrique. Les centrales à gaz ont couvert 31,5 % de la demande en 2010, devenant la principale source de production électrique, puis sont redescendues à 20,8 % en 2018, du fait de la baisse des prix du charbon dont la part est passée de 8,7 % en 2010 à 18,7 % en 2014 ; mais l'effondrement du charbon à 5,1 % en 2019 a propulsé le gaz à 30,6 %. La production hydroélectrique varie fortement d'une année à l'autre, en fonction des précipitations (exceptionnellement faibles en 2012, 2017 et 2022), et la couverture de la demande par les autres renouvelables était en progression, stimulée par les subventions accordées par les gouvernements successifs jusqu'en 2013, puis à nouveau à partir de 2018. Ainsi, tandis qu'en 2005 l'énergie éolienne couvrait 7,7 % de la demande, en 2023 elle atteint 22,5 %, et le solaire 15,1 %. Par ailleurs, les 6 centrales nucléaires espagnoles ont vu leur part dans la production électrique faiblir progressivement du fait du gel du parc nucléaire dû au moratoire nucléaire de 1983, alors que la production totale continuait sa croissance au cours des dernières décennies : elles sont passées de 35,7 % en 1990 à 19,9 % en 2023.
| Source                                                   | 1990   | %     | 2000   | %    | 2010   | %    | 2020   | %    | 2023   | % 2023 | var. 2023/1990 |
| Charbon                                                  | 60,66  | 39,9  | 80,86  | 36,0 | 26,32  | 8,7  | 6,15   | 2,3  | 4,45   | 1,6 %  | -93 %          |
| Pétrole                                                  | 8,60   | 5,7   | 22,58  | 10,1 | 16,56  | 5,5  | 10,70  | 4,1  | 9,44   | 3,3 %  | +10 %          |
| Gaz naturel                                              | 1,51   | 1,0   | 20,18  | 9,0  | 94,85  | 31,5 | 69,74  | 26,5 | 64,32  | 22,5 % | x42,6          |
| Total fossiles                                           | 70,78  | 46,6  | 123,61 | 55,1 | 137,74 | 45,7 | 86,59  | 32,9 | 78,21  | 27,4 % | +10 %          |
| Nucléaire                                                | 54,27  | 35,7  | 62,21  | 27,7 | 61,99  | 20,6 | 58,30  | 22,1 | 56,87  | 19,9 % | +5 %           |
| Hydraulique                                              | 26,18  | 17,2  | 31,81  | 14,2 | 45,51  | 15,1 | 34,00  | 12,9 | 31,07  | 10,9 % | +19 %          |
| Biomasse                                                 | 0,46   | 0,3   | 1,16   | 0,5  | 3,36   | 1,1  | 5,43   | 2,1  | 5,01   | 1,8 %  | +985 %         |
| Déchets renouv.                                          | 0,08   | 0,1   | 0,33   | 0,15 | 0,66   | 0,2  | 0,70   | 0,3  | 0,85   | 0,3 %  | x10,6          |
| Éolien                                                   | 0,014  | 0,01  | 4,73   | 2,1  | 44,27  | 14,7 | 56,44  | 21,4 | 64,20  | 22,5 % | x4586          |
| Solaire PV                                               | 0,006  | 0,004 | 0,02   | 0,01 | 6,42   | 2,1  | 15,67  | 6,0  | 43,03  | 15,1 % | x4781          |
| Solaire thermodyn.                                       |        |       |        |      | 0,76   | 0,3  | 4,99   | 1,9  | 5,16   | 1,8 %  | ns             |
| Total EnR                                                | 26,75  | 17,6  | 38,04  | 16,9 | 100,98 | 33,5 | 117,27 | 44,5 | 149,33 | 52,3 % | +458 %         |
| Déchets non renouv.                                      | 0,13   | 0,1   | 0,61   | 0,3  | 0,66   | 0,2  | 1,05   | 0,4  | 0,84   | 0,3 %  | +543 %         |
| Autres                                                   |        |       |        |      |        |      | 0,16   | 0,1  | 0,27   | 0,1 %  | ns             |
| Total                                                    | 151,92 | 100   | 224,47 | 100  | 301,53 | 100  | 263,37 | 100  | 285,52 | 100 %  | +88 %          |
| Source des données : Agence internationale de l'énergie. |        |       |        |      |        |      |        |      |        |        |                |

L'Energy Institute estime la production d'électricité de l'Espagne à 282,0 TWh en 2023, en baisse de 3,6 % en 2023 et de 1,2 % par rapport à 2013. La part de l'Espagne dans la production mondiale est de 0,9 %, au 18e rang mondial. La part des combustibles fossiles tombe à 27,2 % (gaz naturel : 21,9 %, pétrole : 3,8 %, charbon : 1,5 %), celle du nucléaire est de 20,1 % et celle des énergies renouvelables de 50,4 % (hydroélectricité : 9,0 %, éolien : 22,8 %, solaire : 16,6 %, biomasse-déchets : 1,9 %).
Les statistiques de REE donnent la production nette (déduction faite des consommations propres des centrales) selon une répartition différente de celle de l'AIE. En 2019 (estimations provisoires) la demande a reculé de 1,5 % à 264,8 TWh ; la production est restée stable à 261,0 TWh ; la part du charbon s'est effondrée de 14,3 % à 5,0 % au bénéfice du gaz (21,9 % contre 11,5 %) ; la part des énergies renouvelables a reculé de 38,5 % à 26,8 % du fait de la chute de la production hydroélectrique à 9 % contre 13,1 % en 2018, malgré la progression de l'éolien (20,6 % contre 19 % et du solaire (5,5 % contre 4,7 %) ; avec le nucléaire (21,2 %), la part de l'électricité produite sans émission de CO2 s'est établie à 58,6 % ; le solde des échanges internationaux est resté importateur, mais en forte baisse à 6,6 TWh. La puissance installée des énergies renouvelables s'est accrue de 5 000 MW, soit +10 %. La chute de la production au charbon, due notamment à la forte hausse des prix du Système communautaire d'échange de quotas d'émission, qui a rendu le charbon moins compétitif que le gaz, a permis de réduire d'un tiers les émissions de CO2 du secteur électrique espagnol.
| Source                 | 2015   | 2016   | 2017   | 2018   | var. 2018/2015 | % 2018  | % 2019  |
| Charbon                | 52,79  | 37,49  | 45,20  | 37,27  | -29,4 %        | 14,3 %  | 5,0 %   |
| Fioul/gaz              | 6,50   | 6,76   | 7,01   | 6,68   | +2,8 %         | 2,6 %   | 2,2 %   |
| Cycle combiné          | 29,36  | 29,26  | 37,30  | 30,04  | +2,3 %         | 11,5 %  | 21,9 %  |
| Cogénération           | 25,11  | 25,82  | 28,17  | 29,02  | +15,6 %        | 11,1 %  | 11,4 %  |
| Total fossiles         | 117,67 | 99,33  | 117,67 | 103,02 | -12,5 %        | 39,5 %  | 40,5 %  |
| Nucléaire              | 54,76  | 56,10  | 55,61  | 53,20  | -2,8 %         | 20,4 %  | 21,2 %  |
| Hydraulique            | 30,82  | 39,17  | 18,36  | 34,11  | +10,7 %        | 13,1 %  | 9,0 %   |
| Éolien                 | 48,11  | 47,71  | 47,90  | 49,57  | +3,0 %         | 19,0 %  | 20,6 %  |
| Solaire PV             | 8,24   | 7,96   | 8,38   | 7,76   | -5,8 %         | 3,0 %   | 3,5 %   |
| Solaire thermodyn.     | 5,09   | 5,06   | 5,35   | 4,42   | -13,2 %        | 1,7 %   | 2,0 %   |
| Déchets renouvelables  | nd     | nd     | 0,88   | 0,87   | nd             | 0,3 %   | 1,7 %   |
| Autres renouvelables   | 3,18   | 3,43   | 3,61   | 3,56   | +11,9 %        | 1,4 %   | nd      |
| Total EnR              | 93,45  | 100,21 | 84,51  | 100,29 | +7,3 %         | 38,4 %  | 36,8 %  |
| Déchets non renouv.    | 3,30   | 3,39   | 2,61   | 2,43   | -26,4 %        | 0,9 %   | nd      |
| Turbinage du pompage   | nd     | nd     | 2,25   | 2,01   | nd             | 0,8 %   | %       |
| Total production nette | 267,58 | 262,16 | 262,65 | 260,97 | -2,5 %         | 100 %   | 100 %   |
| Consommation pompage   | -4,50  | -4,82  | -3,68  | -3,20  | -28,9 %        | -1,2 %  | -1,1 %  |
| Solde importateur      | -0,13  | +7,67  | 9,17   | 11,10  | ns             | 4,3 %   | 2,5 %   |
| Demande intérieure     | 262,93 | 265,01 | 268,14 | 268,88 | +0,3 %         | 103,0 % | 101,4 % |

NB : jusqu'en 2016, REE ne distinguait pas les parts renouvelables de l'hydraulique et des déchets ; la comparaison avec 2017 en est faussée.
La part des énergies renouvelables avait reculé en 2014 du fait de la forte baisse de la production hydroélectrique (-27,5 %) et éolienne (-5,7 %), due à des conditions météorologiques défavorables (sécheresse, moins de vent), qui avait conduit à une forte hausse de la production à base de combustibles fossiles : +13,2 %. En 2016, on observe l'évolution inverse (sauf pour l'éolien) et en 2017, la très forte baisse des ressources hydriques cause à nouveau un bond des productions à base de combustibles fossiles.
REE fournit l'évolution de la part de la production renouvelable pour la zone « péninsulaire » : 21,3 % en 2008 ; 34,8 % en 2010 ; 41,9 % en 2013 ; 42,4 % en 2014 ; 36,5 % en 2015 ; 40,3 % en 2016 ; 33,7 % en 2017 ; 40,1 % en 2018.

### Comparaisons internationales
Dans les statistiques de l'Agence internationale de l'énergie et celles de l'Energy Institute, l'Espagne apparait dans les premiers rangs pour plusieurs indicateurs du domaine de l'électricité:
| Source d'énergie                | indicateur          | rang | année | quantité | unité | % monde | commentaires |
| Énergie éolienne                | Production élec.    | 7e   | 2023  | 64,2     | TWh   | 2,8 %   | 1er : Chine (885,9 TWh, 38,1 %), 2e : États-Unis (18,5 %), 3e : Allemagne (6,1 %)                                                             |
| Énergie éolienne                | Puissance installée | 5e   | 2023  | 31,0     | GW    | 3,1 %   | 1er : Chine (441,9 GW, 43,4 %), 2e : États-Unis (14,5 %), 3e : Allemagne (6,8 %), 4e : Inde (4,4 %)                                           |
| Énergie éolienne                | % éolien/élec       | 6e   | 2023  | 22,5     | %     |         | 1er : Danemark (57,6 %) ; 2e : Royaume-Uni (28,7 %) ; 3e : Allemagne (27,0 %) ; 4e : Portugal (26,9 %)                                        |
| Énergie solaire photovoltaïque  | Production élec.    | 7e   | 2023  | 46,8     | TWh   | 2,9 %   | 1er : Chine (584,4 TWh, 35,6 %), 2e : États-Unis (14,7 %), 3e : Inde (6,9 %), 4e : Japon (5,9 %), 5e : Allemagne (3,7 %), 6e : Brésil (3,1 %) |
| Énergie solaire photovoltaïque  | Puissance installée | 8e   | 2023  | 28,7     | GWc   | 2,0 %   | 1er : Chine (609,4 GW, 43,2 %), 2e : États-Unis (9,8 %), 3e : Japon (6,2 %), 4e : Allemagne (5,8 %)                                           |
| Énergie solaire photovoltaïque  | % PV/élec           | 6e   | 2023  | 15,1     | %     |         | 1er : Chili (20,2 %), 2e : Hongrie (19,6 %), 3e : Grèce (17,4 %), 4e : Pays-Bas (16,5 %), 5e : Australie (15,3 %)                             |
| Énergie solaire thermodynamique | Production élec.    | 1er  | 2022  | 4,54     | TWh   | 33,3 %  | 2e : États-Unis (3,3 TWh, 23,9 %), 3e : Chine (15,2 %)                                                                                        |

### Puissance installée
| Source d'énergie                                                             | 2010    | 2016    | 2017    | 2018    | variation % 2018/2010 |
| Charbon                                                                      | 11 889  | 10 004  | 10 004  | 10 030  | -15,6 %               |
| Fioul/gaz                                                                    | 5 148   | 2 490   | 2 490   | 2 490   | -51,6 %               |
| Cycle combiné                                                                | 27 096  | 26 670  | 26 670  | 26 284  | -3,0 %                |
| Cogénération                                                                 | 7 306   | 6 645   | 5 828   | 5 741   | -21,4 %               |
| Total énergies fossiles                                                      | 51 419  | 45 809  | 44 992  | 44 545  | -13,4 %               |
| Nucléaire                                                                    | 7 777   | 7 573   | 7 117   | 7 717   | -8,5 %                |
| Hydroélectricité                                                             | 19 553  | 20 353  | 20 361  | 20 378  | +4,2 %                |
| Éolien                                                                       | 19 850  | 23 068  | 23 132  | 23 518  | +18,5 %               |
| Solaire photovoltaïque                                                       | 3 845   | 4 674   | 4 687   | 4 714   | +22,6 %               |
| Solaire thermique                                                            | 532     | 2 299   | 2 304   | 2 304   | +333 %                |
| Biomasse, divers                                                             | 792     | 749     | 858     | 865     | +9,2 %                |
| Déchets                                                                      | nd      | 754     | 659     | 653     |                       |
| Total                                                                        | 103 839 | 105 279 | 104 122 | 104 094 | +0,2 %                |
| Source : Red Eléctrica de España, Rapports annuels 2011, 2016, 2017 et 2018. |         |         |         |         |                       |

NB : les déchets étaient répartis entre la cogénération et les « autres renouvelables » jusqu'en 2014.
La progression de l'éolien en 2018 concerne surtout les systèmes insulaires, en particulier les Canaries, dont la puissance installée éolienne a doublé, passant de 207 MW à 413 MW et de 7,4 % à 13,8 % de la puissance totale de l'archipel ; le Plan éolien Canarien prévoit un fort développement des infrastructures de production éolienne et de transport d'électricité en vue de la transition énergétique et de l'électrification de la société.

### Facteur de charge
La puissance installée d'une centrale électrique n'est pas utilisée à 100 % en permanence. Son facteur de charge (ou taux d'utilisation) est un paramètre important.
| Source d'énergie                                                             | Puissance (MW) 31.12.2017 | Production 2017 (GWh) | Facteur de charge 2017 (%) | Puissance (MW) 31.12.2018 | Production 2018 (GWh) | Facteur de charge 2018 (%) |
| Charbon                                                                      | 10 004                    | 45 196                | 51,6 %                     | 10 030                    | 37 274                | 42,4 %                     |
| Fioul/gaz                                                                    | 2 490                     | 7 011                 | 32,1 %                     | 2 490                     | 6 683                 | 30,6 %                     |
| Cycle combiné                                                                | 26 670                    | 37 296                | 16,0 %                     | 26 284                    | 30 044                | 13,0 %                     |
| Cogénération                                                                 | 5 828                     | 28 170                | 55,2 %                     | 5 741                     | 29 016                | 57,3 %                     |
| Nucléaire                                                                    | 7 117                     | 55 609                | 86,6 %                     | 7 117                     | 53 198                | 85,3 %                     |
| Hydroélectricité                                                             | 20 361                    | 20 613                | 11,6 %                     | 20 378                    | 36 115                | 17,7 %                     |
| Éolien                                                                       | 23 132                    | 47 897                | 23,6 %                     | 23 518                    | 49 594                | 24,3 %                     |
| Solaire photovoltaïque                                                       | 4 687                     | 8 385                 | 20,4 %                     | 4 714                     | 7 759                 | 18,8 %                     |
| Solaire thermique                                                            | 2 304                     | 5 348                 | 26,5 %                     | 2 304                     | 4 424                 | 21,9 %                     |
| Biomasse, divers                                                             | 858                       | 3 614                 | 48,1 %                     | 865                       | 3 557                 | 47,1 %                     |
| Déchets                                                                      | 659                       | 3 485                 | 60,4 %                     | 653                       | 3 309                 | 57,6 %                     |
| Total                                                                        | 104 122                   | 262 645               | 28,8 %                     | 104 094                   | 260 874               | 28,6 %                     |
| Source : Red Eléctrica de España, Rapports annuels 2011, 2016, 2017 et 2018. |                           |                       |                            |                           |                       |                            |

Les facteurs de charge sont très différents :
- le nucléaire est très largement en tête ; les centrales nucléaires, ayant le coût marginal le plus faible et un coût d'investissement initial élevé à amortir, fonctionnent en permanence à plein régime, sauf pendant l'arrêt annuel pour rechargement et maintenance ;
- les centrales à énergies fossiles ont des facteurs de charge bien plus bas du fait de leur coût marginal plus élevé, qui justifie leur utilisation seulement en période de demi-pointe : aux alentours de 50 % pour le charbon, dont la baisse des prix a stimulé l'utilisation ; autour de 15 % pour le gaz naturel (cycle combiné), qui tient le rôle de terme de bouclage ; la cogénération a un facteur de charge plus élevé (50 à 60 %) parce qu'elle alimente des usages nécessitant une puissance assez constante (process industriels, bâtiments hospitaliers, etc) ;
- les énergies renouvelables ont des facteurs de charge modestes, du fait de leurs caractéristiques techniques : l'hydraulique fluctue fortement entre 10 et 20 % selon les variations des précipitations ; la puissance des centrales de lac est largement dimensionnée pour permettre leur utilisation comme moyen de régulation à la pointe de la demande (sauf les centrales au fil de l'eau) ; l'éolien (autour de 24 %) et le solaire photovoltaïque (autour de 20 %) sont pénalisés par leur forte intermittence, et affectés de variations climatiques, moins fortes que celles de l'hydraulique, mais non négligeables ; le solaire thermodynamique a facteur de charge un peu meilleur que celui du photovoltaïque, grâce à ses capacités de régulation par stockage de sels fondus ; seule la biomasse a un facteur de charge assez élevé : près de 50 %, car elle peut fonctionner en continu.

Afin de compenser l'intermittence des énergies éolienne et solaire dans les systèmes insulaires, des projets de centrales de pompage-turbinage sont en développement : la première réalisation est le complexe « hydro-éolien » de l'île d'El Hierro qui a atteint en 2018 une part de 56,5 % de la production électrique de l'île, en progression de dix points par rapport à 2017 ; un projet de plus grande taille est en préparation pour l'île de Gran Canaria : il consiste à relier les barrages de Soria et de Chira par une installation de pompage-turbinage de 200 MW, soit 36 % de la demande en pointe de l'île.

### Centrales thermiques fossiles
- (es) Cet article est partiellement ou en totalité issu de l’article de Wikipédia en espagnol intitulé « Anexo:Centrales térmicas en España » (voir la liste des auteurs).

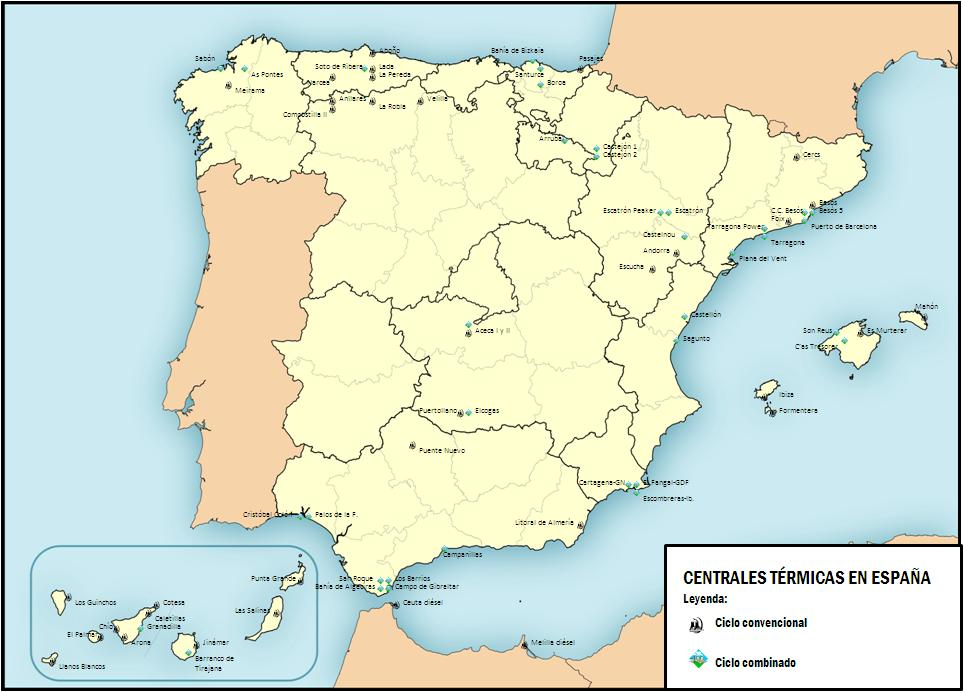
Centrales thermiques fossiles en Espagne.

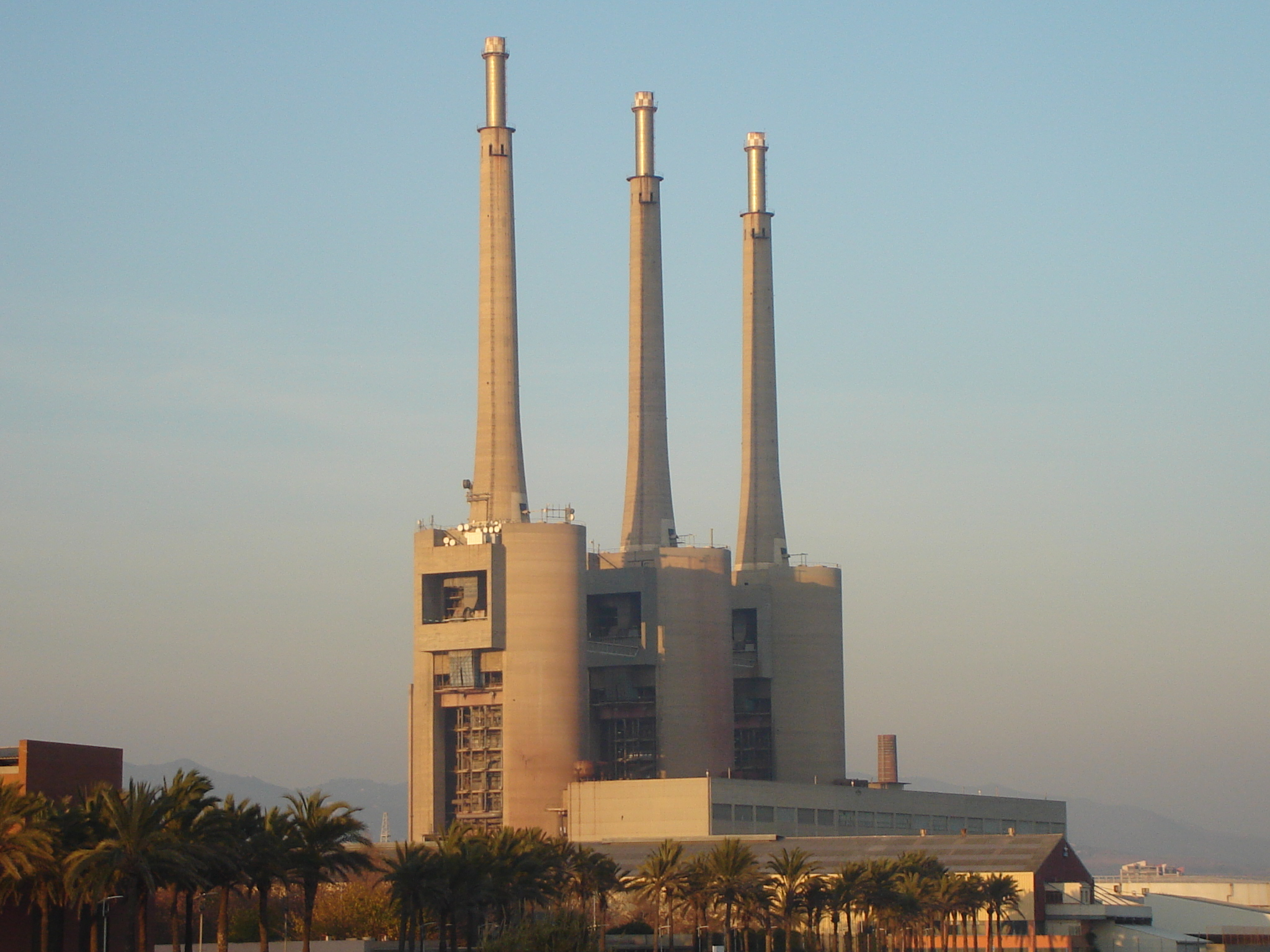
Centrale thermique de Badalona-Sant Adria, 2006.

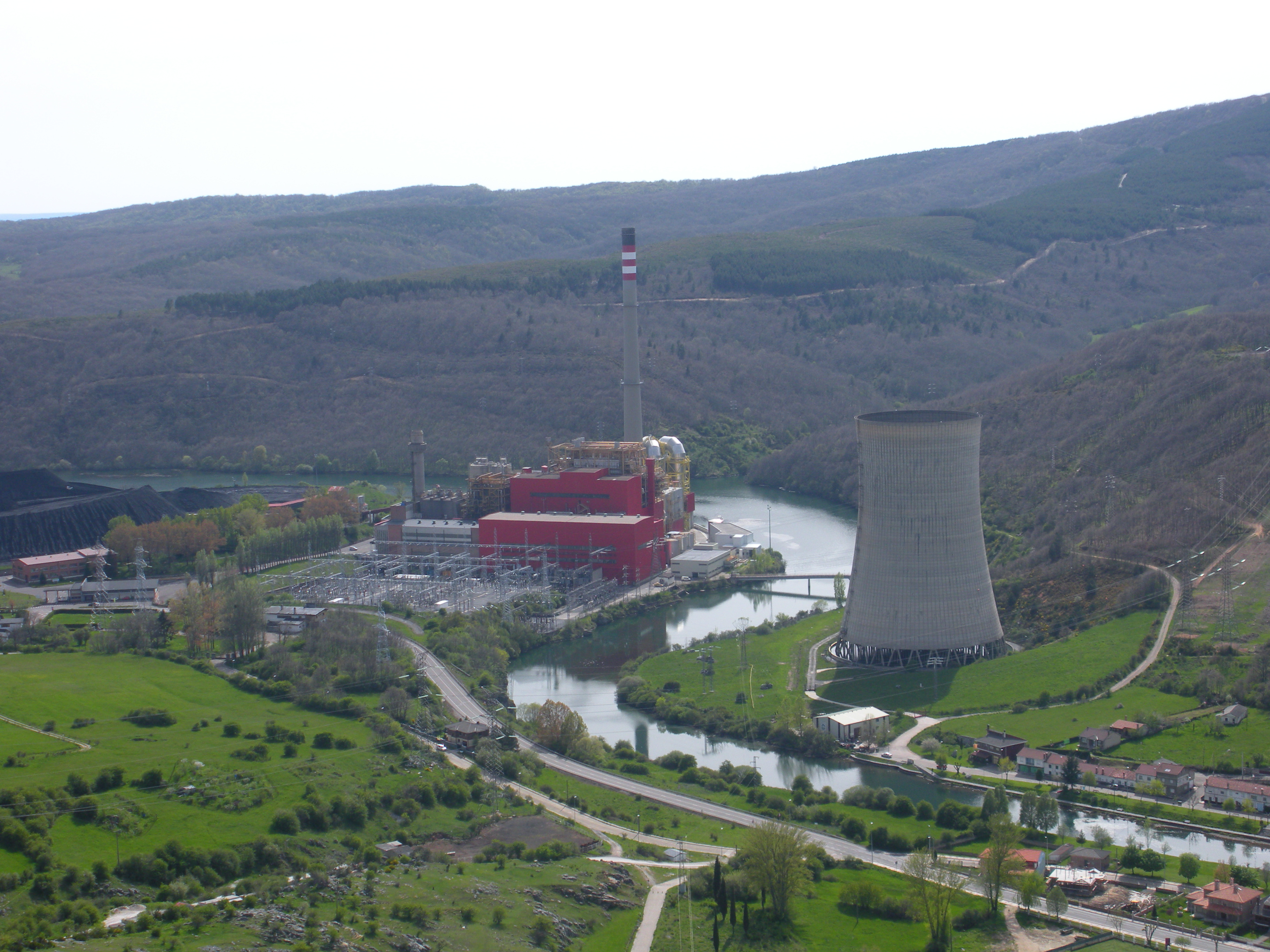
Centrale thermique de Velilla, 2012.

En 2018, la puissance installée des centrales thermiques à combustible fossile était au total de 44 545 MW, dont :
- charbon + lignite : 10 030 MW (22,5 %)
- fioul/gaz : 2 490 MW (5,6 %)
- gaz (cycle combiné) : 26 284 MW (59,0 %)
- cogénération : 5 741 MW (12,9 %).

Leur production était de 113 017 GWh (39,5 % de la production totale de l'Espagne), dont :
- charbon + lignite : 37 274 GWh (36,2 % du total fossile)
- fioul/gaz : 6 683 GWh (6,5 %)
- gaz (cycle combiné) : 30 044 GWh (29,2 %)
- cogénération : 29 016 GWh (28,2 %).

La crise de fin 2008 a fait chuter la production à base de combustibles fossiles de 22,5 % en 4 ans ; les unités à combustible national (lignite et charbon) étant prioritaires, la baisse a surtout porté sur le fioul et le gaz ; par contre, le charbon a progressé de 126 % entre 2010 et 2012 à la suite de la forte baisse de son prix sur le marché international. La production « fossile » augmente fortement lors des années de sécheresse, comme en 2017 où elle a bondi de 18,5 % pour compenser la chute de 49 % de la production hydroélectrique.
Iberdrola prépare en 2019 la fermeture de ses deux dernières centrales à charbon, situées dans le Nord de l'Espagne dans les régions des Asturies et de Castille-et-Léon. Le démantèlement de ces deux centrales devrait durer quatre ans, à partir de son approbation par le ministère de la Transition écologique espagnol ; le groupe prévoit l'installation dans les mêmes régions de parcs de production d'énergie solaire et éolienne de dernière génération. Il reste cinq autres centrales à charbon en Espagne, dont deux ont annoncé leur fermeture.
Les principales centrales étaient, en 2011, par ordre de puissance installée :
| Centrale              | Province   | Type                     | Propriétaire                 | Puiss. installée (MWe) | Prod. brute (GWh) 2011 |
| As Pontes             | La Corogne | mixte (4 charbon + 2 CC) | Endesa                       | 1468+849               | 7352+432               |
| Castellón             | Castellón  | cycle combiné gaz        | Iberdrola                    | 1 650                  | 2 588                  |
| Arcos de la Frontera  | Cadix      | cycle combiné gaz        | Iberdrola                    | 1 613                  | 1 233                  |
| Soto de Ribera        | Asturies   | mixte (2 fioul + 2 CC)   | HC_Energía                   | 604+866                | 1315+1817              |
| Palos de la Frontera  | Huelva     | cycle combiné gaz        | Gas Natural Fenosa           | 1 200                  | 2 905                  |
| Cartagena El Fangal   | Murcie     | cycle combiné gaz        | AES+GDF Suez                 | 1 200                  | 779                    |
| Cartagena-Gas Natural | Murcie     | cycle combiné gaz        | Gas Natural Fenosa           | 1 200                  | 3 645                  |
| Sagunto               | Valence    | cycle combiné gaz        | Gas Natural Fenosa           | 1 200                  | 4 303                  |
| Compostilla II        | León       | classique charbon        | Endesa                       | 1 171                  | 5 194                  |
| Litoral de Almería    | Almería    | classique charbon        | Endesa                       | 1 159                  | 5 109                  |
| Andorra               | Teruel     | classique lignite        | Endesa                       | 1 102                  | 6 260                  |
| Aceca                 | Tolède     | mixte (1 fioul + 2 CC)   | Iberdrola+Gas Natural Fenosa | 314+774                | 0+3353                 |

### Énergie nucléaire
- (es) Cet article est partiellement ou en totalité issu de l’article de Wikipédia en espagnol intitulé « Energía nuclear en España » (voir la liste des auteurs).

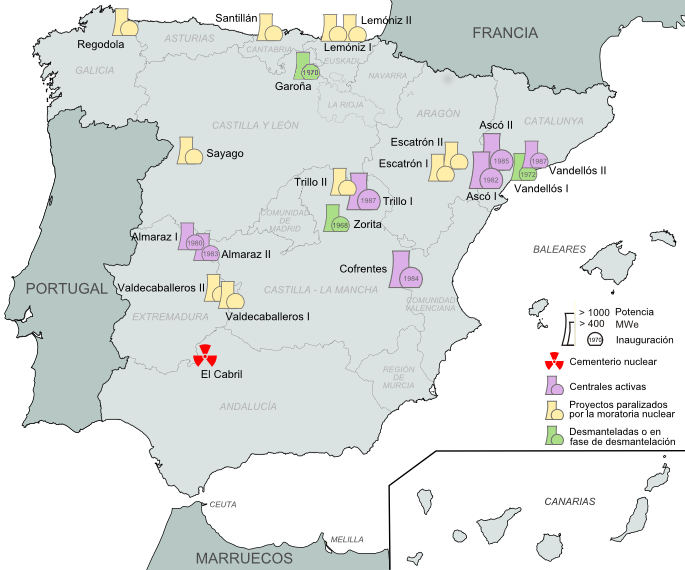
Centrales nucléaires en Espagne.

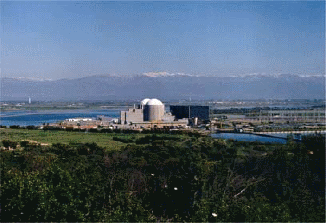
Centrale nucléaire d'Almaraz (Province de Cáceres)

En 2025, l'Espagne dispose de sept réacteurs nucléaires en fonctionnement (après la fermeture définitive de la centrale nucléaire Santa María de Garoña), situés sur cinq sites différents, dotés d'une puissance de 7 123 MW, qui ont produit 54,3 TWh, soit 20,3 % de la production nationale d'électricité en 2023.
| Tranche nucléaire                                                        | Localisation            | Type | Mise en service | Puiss.installée (MWe) |
| Almaraz I                                                                | Province de Cáceres     | PWR  | 1981            | 1 011                 |
| Almaraz II                                                               | Province de Cáceres     | PWR  | 1983            | 1 006                 |
| Asco I                                                                   | province de Tarragone   | PWR  | 1983            | 995                   |
| Asco II                                                                  | Province de Tarragone   | PWR  | 1985            | 997                   |
| Cofrentes                                                                | Province de Valence     | BWR  | 1984            | 1 064                 |
| Trillo                                                                   | Province de Guadalajara | PWR  | 1988            | 1 003                 |
| Vandellos II                                                             | Province de Tarragone   | PWR  | 1987            | 1 047                 |
| Total                                                                    |                         |      |                 | 7 123                 |
| PWR = réacteur à eau pressurisée (REP) ; BWR = réacteur à eau bouillante |                         |      |                 |                       |

La Centrale nucléaire Santa María de Garoña, dont le réacteur BWR de 466 MW avait été mis en service en 1971 dans la Province de Burgos, a été fermée fin 2012. Deux autres réacteurs ont été fermés auparavant : le réacteur PWR de 141 MW Jose Cabrera-1, mis en service en 1969 à Almonacid de Zorita (province de Guadalajara, Castille-La Manche) et fermé en 2006, et le UNGG de 141 MW Vandellos I, mis en service en 1972 et fermé en 1990.
Un moratoire nucléaire a été adopté par le gouvernement socialiste de Felipe González en 1983. Le parti socialiste de Zapatero, réélu en 2008, a annoncé dans son programme électoral la sortie progressive du nucléaire civil, les centrales arrivant à fin de terme devant être fermées dans la mesure où l'approvisionnement énergétique du pays demeurait garanti. Il devait se prononcer en juin 2009 sur la fermeture effective de la centrale de Garoña, prévue pour 2011. Le Conseil de sécurité nucléaire s'est lui prononcé en faveur de la prorogation, pour dix ans, de la licence de la centrale, à condition que la sécurité soit renforcée. La centrale de Cabrera a été fermée en avril 2006.
Le gouvernement a autorisé en juin 2012 la poursuite de l'exploitation de la centrale de Garoña pour six ans, mais à la fin de l'année l'opérateur de cette centrale a décidé de la fermer définitivement pour des raisons économiques.
Un rapport de l'ambassade de France à Madrid décrit la politique de l'Espagne en matière de gestion des déchets radioactifs et de démantèlement des installations nucléaires : un « Plan Général des Déchets Radioactifs », dont la dernière version a été adoptée par le gouvernement en 2006, établit les priorités assignées à l'entreprise publique ENRESA, en particulier le lancement du projet d'« Almacen Temporal Centralizado » (ATC), centre de stockage temporaire centralisé à réaliser d'ici à 2018, venant en relais des sites d'entreposage du combustible usé sur les sites des centrales dont les piscines arrivent à saturation. Un débat s'est engagé sur une possible prolongation de la durée d'exploitation des centrales nucléaires de 40 à 60 ans.
Le gouvernement espagnol s'est engagé dans une fermeture « ordonnée et échelonnée » de ses centrales durant la période 2027-2035. L'abandon progressif de l'énergie nucléaire était au cœur des promesses de campagne du Parti socialiste, qui a remporté les législatives en 2019. La politique énergétique du gouvernement fixe un objectif de neutralité carbone en 2050 avec 100 % d'énergies renouvelables dans le mix électrique et 97 % d'énergies renouvelables dans le mix énergétique total. Mais l'Agence internationale de l'énergie, dans un rapport sur la situation énergétique de l'Espagne publié en mai 2021, incite le gouvernement à « tirer davantage parti de son infrastructure de technologie nucléaire et de son personnel qualifié ».
En mars 2023, une étude de la Fondation Robert-Schuman révèle une forte remontée du soutien de l'opinion publique européenne à l'électricité nucléaire en 2022 : en Espagne, la part de la population qui se déclare « très en faveur » ou « plutôt en faveur » de l'énergie nucléaire atteint 42 %, en progression de 13 points, contre 49 % d'opposants ; les « très opposés » reculent de 37 % à 25 %.

### Énergies renouvelables
- (es) Cet article est partiellement ou en totalité issu de l’article de Wikipédia en espagnol intitulé « Energía renovable en España » (voir la liste des auteurs).

Pour des raisons techniques, il est temporairement impossible d'afficher le graphique qui aurait dû être présenté ici.

Production d'électricité renouvelable en Espagne
Source : AIE
En 2023, selon l'Agence internationale de l'énergie, l'Espagne a produit 52,3 % de son électricité à partir d'énergies renouvelables (EnR) : éolien (22,5 %), solaire photovoltaïque (15,1 %), hydraulique (10,9 % contre 7,6 % en 2022, année de sécheresse exceptionnelle), solaire thermodynamique (1,8 %), biomasse (1,8 %), déchets (0,3 %) ; en 2022 la part des EnR était de 44,0 %. Le graphique ci-contre fait ressortir les très fortes fluctuations de l'hydraulique, l'ascension de l'éolien jusqu'à 2013 et sa stagnation jusqu'à 2017, de même que celle du solaire, et leur redémarrage depuis 2018.
L'Energy Institute estime la part des énergies renouvelables dans la production d'électricité en 2023 à 50,4 % (hydroélectricité : 9,0 %, éolien : 22,8 %, solaire : 16,6 %, biomasse-déchets : 1,9 %).
| Source                                                  | 1990   | %     | 2000   | %    | 2010   | %    | 2020   | %    | 2022   | % 2022 | var. 2022/1990 |
| Hydraulique                                             | 26,18  | 17,2  | 31,81  | 14,2 | 45,51  | 15,1 | 34,00  | 12,9 | 31,07  | 10,9 % | +19 %          |
| Biomasse                                                | 0,46   | 0,3   | 1,16   | 0,5  | 3,36   | 1,1  | 5,43   | 2,1  | 5,01   | 1,8 %  | +985 %         |
| Déchets renouv.                                         | 0,08   | 0,1   | 0,33   | 0,15 | 0,66   | 0,2  | 0,70   | 0,3  | 0,85   | 0,3 %  | x10,6          |
| Éolien                                                  | 0,014  | 0,01  | 4,73   | 2,1  | 44,27  | 14,7 | 56,44  | 21,4 | 64,20  | 22,5 % | x4586          |
| Solaire PV                                              | 0,006  | 0,004 | 0,02   | 0,01 | 6,42   | 2,1  | 15,67  | 6,0  | 43,03  | 15,1 % | x4781          |
| Solaire thermodyn.                                      |        |       |        |      | 0,76   | 0,3  | 4,99   | 1,9  | 5,16   | 1,8 %  | ns             |
| Total EnR                                               | 26,75  | 17,6  | 38,04  | 16,9 | 100,98 | 33,5 | 117,27 | 44,5 | 149,33 | 52,3 % | +458 %         |
| Total électricité                                       | 151,92 | 100   | 224,47 | 100  | 301,53 | 100  | 263,37 | 100  | 285,52 | 100 %  | +88 %          |
| Source des données : Agence internationale de l'énergie |        |       |        |      |        |      |        |      |        |        |                |

Les énergies renouvelables en Espagne n'étaient représentées, jusqu'à la fin du XXe siècle, que par l'énergie hydroélectrique. Cependant, depuis une quinzaine d'années, les gouvernements successifs ont impulsé les technologies éolienne et solaire.
En 2011, le gouvernement espagnol a approuvé le Plan National des Énergies Renouvelables qui fixait des objectifs de 35 000 MW installés en 2020 en éoliennes terrestres et 3 000 MW en éoliennes offshore.
Mais le gouvernement de Mariano Rajoy, après son arrivée au pouvoir fin 2011, a suspendu les dispositifs de soutien aux nouveaux projets d'énergies renouvelables.
Le parlement espagnol a voté en 2013 un impôt sur la production d'électricité de 7 %, qui a été dénoncé par une vingtaine d'associations d'entreprises du secteur des énergies renouvelables comme « excessif et inutile ».
L'État a dépensé plus de 50 milliards € d'aides aux renouvelables de 1998 à 2013, avec une hausse de 800 % à partir de 2005 ; le gouvernement a transmis le 5 février 2014 à la commission de la concurrence sa proposition de nouveau système de rétribution des renouvelables : ce sont surtout les aides à l'éolien qui sont fortement réduites ; en particulier, les parcs éoliens antérieurs à 2004 (28 % de la puissance éolienne installée) sont privés de toute aide publique, le gouvernement estimant que leurs propriétaires ont déjà obtenu plus que la « rentabilité raisonnable établie par la loi », fixée à 7,4 % ; les producteurs d'énergies renouvelables doivent désormais vendre leur production directement sur les marchés, l'État leur garantissant cette « rentabilité raisonnable » via une rétribution calculée sur la base de l'investissement initial et des coûts d'exploitation. Par contre, le solaire thermodynamique va recevoir plus d'aides publiques ; pour le solaire photovoltaïque, l'association patronale du secteur estime que ces nouvelles règles vont réduire les aides de 25 % , ce qui selon elle va conduire la majorité du secteur à la faillite.
En 2017, le gouvernement a relancé une politique de soutien aux énergies renouvelables avec le lancement en juillet d'un appel d'offres pour 5 037 MW d'EnR, dont 3 909 MWc de projets photovoltaïques à installer d'ici fin 2019.
Le gouvernement espagnol a révisé en février 2019 ses objectifs de politique énergétique : il prévoit désormais de porter en 2030 la part des énergies renouvelables dans la production d'électricité à 74 % ; plus de 60 GWc de projets solaires seront nécessaires pour atteindre cet objectif.

#### Biomasse
La production d'électricité renouvelable à partir de biomasse et déchets totalisait 5 986 GWh en 2023, dont :
- biomasse solide : 4 043 GWh (67,5 %) ;
- biogaz : 964 GWh (16,1 %) ;
- déchets urbains (part renouvelable) : 847 GWh (14,1 %) ;
- déchets industriels : 126 GWh (2,1 %) ;
- biomasse liquide : 6 GWh (0,1 %).

Elle a été multipliée par 10 en 33 ans (1990-2023), mais après un pic à 7 168 GWh en 2021, elle a connu un recul de 16,5 % en deux ans.

#### Systèmes de stockage d’énergie par batteries
Les systèmes de stockage d’énergie par batteries (BESS) deviennent un pilier central de la transition énergétique en Espagne, en répondant à la fois aux défis de la volatilité du marché et à la nécessité de stabiliser le réseau électrique. La panne du 28 avril, qui a déconnecté le réseau ibérique du reste de l’Europe en seulement cinq secondes et entraîné des pertes estimées jusqu’à 4,5 milliards d’euros, a mis en lumière l’importance stratégique de la résilience du système électrique. Des entreprises comme Iberdrola et Solaria accélèrent le développement de projets hybrides combinant solaire et batteries afin d’atténuer les effets de la surproduction photovoltaïque et la chute des prix sur le marché. À elle seule, Solaria a engagé huit nouveaux projets de stockage en Castille-et-León et Castille-La Manche.

## De la production à la consommation d'électricité
Après sa production, l'électricité est acheminée jusqu'aux consommateurs par le réseau de transport (grandes artères de répartition nationale à haute tension), puis par le réseau de distribution (lignes à moyenne et basse tension).
Entre la production et la consommation, des quantités d'électricité significatives sont consommées par les équipements des centrales (consommations propres à la production), par le pompage de l'eau dans les réservoirs supérieurs des STEP (stations de transfert de l'énergie par pompage), ou sont perdues dans le transport (pertes en ligne). Enfin, les importations et exportations contribuent à atténuer les contraintes du système électrique.
Voici le raccordement entre production et consommation en Espagne :
| GWh | 2008    | 2009    | 2010    | 2011    | 2012    | 2015    | 2016    | 2017    | 2018    |
| Production brute | 305 170 | 288 057 | 296 059 | 288 096 | 291 813 | 281 020 | 274 630 |         |         |
| Consommations propres | 9 257   | 7 999   | 7 572   | 8 129   | 8 739   | 11 270  | 10 319  |         |         |
| Production nette | 295 913 | 280 058 | 288 487 | 279 967 | 283 074 | 269 750 | 264 311 | 262 645 | 260 974 |
| Consommations du pompage | 3 803   | 3 794   | 4 458   | 3 215   | 5 023   | 4 520   | 4 819   | 3 675   | 3 198   |
| Solde des échanges extérieurs | −11 040 | −8 086  | −8 333  | −6 090  | −11 200 | -133    | 7 666   | 9 171   | 11 102  |
| Demande | 281 070 | 268 178 | 275 696 | 270 662 | 266 851 | 265 097 | 267 158 | 268 140 | 268 877 |
| Pertes en ligne | 26 656  | 29 944  | 23 320  | 21 688  | 26 603  | nd      | nd      |         |         |
| Consommation finale | 257 118 | 243 830 | 255 975 | 249 778 | 240 248 | 232 081 | 233 936 |         |         |
| Source: Red Eléctrica de España (Rapports 2012, 2017 et 2018) et Ministère de l'Énergie (Rapport Energia España 2016) solde des échanges extérieurs : négatif si exportateur |         |         |         |         |         |         |         |         |         |

Les statistiques de REE n'indiquent pas les pertes en ligne : elles s'arrêtent à la « demande » mesurée à la sortie des centrales. Les statistiques du Ministère de l'Industrie vont jusqu'à la consommation finale, mais sortent un an plus tard.

## Consommation finale d'électricité
Selon l'Agence internationale de l'énergie, la consommation d'électricité par habitant s'élève en 2023 à 5 124 kWh en Espagne, supérieure de 50 % à la moyenne mondiale : 3 427 kWh en 2022, mais inférieure de 23 % à celle de la France : 6 638 kWh, de 14 % à celle de l'Allemagne : 5 957 kWh et de 61 % à celle des États-Unis : 12 986 kWh. Après avoir progressé de 3 494 kWh en 1990 à 6 110 kWh en 2005, elle a décru progressivement jusqu'à 5 091 kWh en 2020, avant de se redresser légèrement.
L'électricité représentait 23,7 % de la consommation finale d'énergie en 2022.
| Secteur                                      | 1990   | %      | 2000   | %      | 2010   | %      | 2020   | %      | 2022   | % 2022 | var. 2022/1990 |
| Industrie                                    | 63,28  | 50,3 % | 85,64  | 45,4 % | 73,49  | 30,0 % | 68,89  | 31,4 % | 70,85  | 31,6 % | +12 %          |
| Transport                                    | 3,67   | 2,9 %  | 4,16   | 2,2 %  | 3,22   | 1,3 %  | 3,34   | 1,5 %  | 3,98   | 1,8 %  | +8 %           |
| Résidentiel                                  | 30,21  | 24,0 % | 43,62  | 23,1 % | 75,68  | 30,9 % | 73,22  | 33,3 % | 73,46  | 32,7 % | +143 %         |
| Services                                     | 25,10  | 20,0 % | 50,02  | 26,5 % | 83,89  | 34,3 % | 67,23  | 30,6 % | 70,40  | 31,4 % | +180 %         |
| Agriculture                                  | 3,54   | 2,8 %  | 5,01   | 2,7 %  | 4,15   | 1,7 %  | 5,25   | 2,4 %  | 5,23   | 2,3 %  | +48 %          |
| non spécifié                                 | 0      |        | 0      |        | 4,37   | 1,8 %  | 1,72   | 0,8 %  | 0,44   | 0,2 %  | ns             |
| Total                                        | 125,80 | 100 %  | 188,46 | 100 %  | 244,80 | 100 %  | 219,65 | 100 %  | 224,37 | 100 %  | +78 %          |
| source : Agence internationale de l'énergie. |        |        |        |        |        |        |        |        |        |        |                |

En 2017, la demande d'électricité de l'Espagne (avant déduction des pertes en ligne) s'est élevée à 268,88 TWh, en progression de 0,4 % par rapport à 2017 ; la consommation de la partie continentale de l'Espagne (Sistema peninsular en espagnol) a été de 253,56 TWh (94,3 % du total national), en hausse de 0,4 %, et celle des zones non interconnectées (Baléares, Canaries, Ceuta et Melilla) de 15,3 TWh (5,7 % du total), en baisse de 0,3 %. Après correction de l'effet température et du nombre de jours travaillés, la croissance de la demande continentale est ramenée à 0,3 %, nettement inférieure à la forte croissance du PIB : +2,6 %.
L'importance du secteur du transport ferré progresse : l'Espagne a dépassé en 2010 la France par le nombre de kilomètres de lignes à grande vitesse installées, et est désormais numéro un en Europe et numéro deux dans le monde dans ce domaine.

### Électromobilité
Le gouvernement espagnol lance en décembre 2021 son « projet stratégique de relance et de transformation économique » (« Perte ») de 6,9 milliards €, espérant attirer près de 9,5 milliards € d’investissements du secteur privé. Plusieurs appels à projets vont être successivement lancés. Doté de 250 millions €, le premier inclut le développement de prototypes de véhicules fonctionnant à l’hydrogène. Le troisième (100 millions €) soutient des projets pilotes dont certains dédiés à la mobilité électrique. Le groupe Volkswagen propose un projet de 7 milliards € comprenant la construction d'une usine de batteries d'une capacité annuelle de production de 40 GWh, installée à Sagunto, dans la région de Valence, qui emploierait 3 000 personnes. L’État a décidé également de mettre en service 100 000 points de recharge d'ici 2023.

### Hydrogène vert
Le groupe pétrolier espagnol Cepsa annonce 5 milliards € d'investissements dans le  projet « Vallée andalouse de l'hydrogène vert » de production de 300 000 t/an d'hydrogène vert entre Cadix et Huelva, à l'ouest de Gibraltar. Le projet comprend 3 milliards € pour l'installation d'une capacité de 2 GW d'électrolyseurs et 2 milliards € pour la construction des champs solaires et éoliens qui produiront l'énergie renouvelable nécessaire pour l'électrolyse. Avec le projet de Maersk de production de 2 Mt/an d'e-méthanol et celui de gazoduc Barcelone-Marseille qui permettrait après 2030 d'alimenter le nord de l'Europe, et tout spécialement l'Allemagne, en énergie verte, l'Espagne devient un pôle majeur de l'économie hydrogène européenne. 29 projets déjà validés seront financés dans le cadre du plan de relance européen, et 80 autres sont en préparation.le ministère espagnol de la Transition énergétique espère atteindre en 2030 une capacité totale de 15,6 GW d'électrolyse, soit près de quatre fois plus que les 4 GW inscrits pour 2030 dans le Plan national intégré énergie et climat ; il pourrait arriver à décarboner toute son industrie d'ici à 2030 et non plus seulement 25 % comme prévu initialement.

### E-carburant
Le numéro un mondial du transport maritime Maersk annonce le 3 novembre 2022 la signature d'un protocole de collaboration avec le gouvernement espagnol posant les bases de son projet de production de 2 Mt (millions de tonnes) de méthanol vert par an d'ici 2030, permettant de décarboner 10 % de la flotte du groupe. Maersk a commandé 19 porte-conteneurs capables de fonctionner au méthanol de synthèse, qui devraient commencer à être livrés d'ici à 2024, et cherche à organiser à la fois les processus de production du carburant vert et les nouveaux circuits de ravitaillement de sa flotte au long des routes maritimes. Deux des ports de ce futur réseau se trouveront en Espagne, l'un en Galice sur la façade atlantique, l'autre au sud près du détroit de Gibraltar, à proximité de sites de production d'e-méthanol à partir d'hydrogène vert et de CO2 biogénique. Le groupe prévoit d'alimenter la production d'hydrogène par électrolyse à partir d'un réseau qui pourrait réunir jusqu'à 80 parcs solaires et éoliens. Les premières livraisons d'e-méthanol devraient avoir lieu d'ici à 2025, avec 200 000 tonnes la première année, et monter à 1 Mt en 2027, pour atteindre une vitesse de croisière avec 2 Mt par an à partir de 2030.

## Prix de l'électricité
En Espagne comme dans la plupart des pays, le marché de gros de l'électricité fonctionne selon un système marginaliste géré par l'Opérateur du marché ibérique de l'énergie (OMIE). Chaque producteur accède au marché avec le prix qu'il a déterminé et les offres sont confrontées à la demande des distributeurs, des fournisseurs d'électricité et des grands consommateurs pour fixer le prix selon un mécanisme d'ajustement de type boursier. L’essentiel est que toutes les technologies facturent le prix fixé par la dernière d'entre elles qui permet de faire correspondre l’offre et la demande et qui est la plus chère, quel que soit le coût de revient réel pour les producteurs pour produire cette électricité.
En 2017, la justice espagnole ouvre une enquête sur une présumée hausse artificielle des prix de l'électricité pratiquée en 2013 par Iberdrola. La société est notamment mise en cause pour une hausse artificielle des prix de l'électricité du 30 novembre au 23 décembre 2013, qui lui a déjà valu en novembre 2015 une amende de 25 millions d'euros de l'autorité espagnole de la concurrence (CNMC). La CNMC estime qu'Iberdrola a volontairement réduit la production de trois de ses centrales hydroélectriques pour gonfler ses tarifs.
En octobre 2023, Iberdrola et quatre de ses dirigeants sont jugés pour fraude sur les prix de l’électricité. Le tribunal de l’Audience nationale poursuit l’entreprise et les dirigeants de sa filiale Iberdrola Generación pour « délit de manipulation des cours ». Iberdrola est accusée plus particulièrement d’avoir manœuvré pour vendre à ses clients entre novembre et décembre 2013 de l’énergie provenant de centrales à cycle combiné. Ces derniers utilisent du gaz pour produire de l’électricité, et non de centrales hydroélectriques, dont le prix était nettement inférieur. Selon le ministère public, cette opération irrégulière a causé des coûts supplémentaires de plus de 107 millions d'euros. En pleine vague de froid et alors que l’économie des ménages était déjà gravement affectée par les augmentations d’impôts et les réductions de salaires, le prix de gros de l’électricité avait grimpé en flèche pour atteindre des niveaux jamais vus depuis plus d’une décennie. L'impact a été tel que plus d'une vingtaine de grandes entreprises sidérurgiques et cimentières eurent leurs usines paralysées totalement ou partiellement en raison de la hausse des prix. Le gouvernement intervient alors – par l’intermédiaire de la Commission nationale des marchés et de la concurrence (CNMC) – et décide d'annuler une vente aux enchères qui aurait entraîné une augmentation des tarifs de plus de 11 %. Le scandale a également occasionné un changement dans le modèle de tarification.
Lors de la crise énergétique mondiale de 2021-2022, les prix de l'électricité s'envolent à la suite de la très forte hausse du prix du gaz naturel. Le 26 avril 2022, l'Espagne et le Portugal obtiennent de l'Union européenne la reconnaissance d'une « exception ibérique » justifiant de dissocier, dans ces deux pays, la formation du prix de l'électricité de celui du gaz. Les deux pays ont fait valoir que le manque d'interconnexions avec le reste du continent, via les Pyrénées, oblige la péninsule ibérique à fonctionner, de fait, comme une île énergétique. Les flux trans-pyrénéens ne représentent que 3 % à 5 % de la capacité installée en Espagne. Le 13 mai 2022, un décret organise la limitation des prix du gaz qui entre dans la production électrique, afin d'alléger la note d'électricité des ménages comme des industries. Le prix du gaz naturel utilisé pour la production électrique sera plafonné à 40 euros le MWh durant les six premiers mois, avant de monter progressivement pour atteindre une moyenne de 50 euros le MWh sur l'année ; les gaziers recevront en compensation la différence entre le prix du marché et le tarif plafonné ; cette compensation sera financée par une réduction des bénéfices extraordinaires perçus par les compagnies électriques à la faveur de l'escalade des prix. Le gouvernement espagnol calcule que le système va se traduire par une réduction directe de 30 % de la facture d'électricité des ménages et des entreprises, avec un MWh à 130 euros en moyenne, au lieu de 210 euros ces derniers mois.

## Transport et distribution d'électricité
Le système national de transport de l'Espagne est constitué pour l'essentiel des lignes électriques de tension supérieure à 220 kV, ainsi que des autres lignes remplissant des fonctions d'interconnexion entre provinces ou avec l'étranger ; l'ossature principale du réseau national est à 400 kV (très haute tension). L'électricité domestique est à la tension nominale de 230 V, avec une fréquence de 50 Hz.
Fin 2018, le réseau de transport espagnol comptait 44 207 km de lignes haute tension, dont 21 730 km à 400 kV et 22 478 km à moins de 220 kV (19 133 km sur la péninsule ibérique, 1 854 km aux Baléares et 1 491 km aux Canaries). La puissance totale des transformateurs du réseau de transport atteignait 88 846 MVA, dont 81 490 MVA en 400 kV et 7 356 MVA à moins de 220 kV (Baléares et Canaries). En 2018, 277 km de nouvelles lignes ont été mises en service, et la capacité de transformation a augmenté de 2 592 MVA.
Red Eléctrica de España est la compagnie propriétaire de la quasi-totalité du réseau espagnol de transport d'électricité en haute tension.
En 2011 a été mise en service la liaison par trois câbles de 237 km en 250 kV entre la Péninsule et les Baléares, première interconnexion sous-marine à courant continu en Espagne ; elle a commencé à fonctionner en régime normal à partir d'août 2012, fournissant à partir du système péninsulaire au système des Baléares 15 % de leur consommation électrique et améliorant la fiabilité de la fourniture dans ces îles ; ce projet a représenté le plus grand projet réseau de REE (420 millions d'euros) ; la profondeur maximale atteinte par ces câbles est de 1 485 m ; la seule liaison qui dépasse ce record est celle entre la Sardaigne et la péninsule italienne (1 600 m).

## Échanges extérieurs d'électricité

### Export et import
L'Espagne a été globalement exportatrice d'électricité pendant 12 années consécutives de 2004 à 2015, mais à partir de 2016 les importations ont largement dépassé les exportations ; le volume total des échanges internationaux programmés s'est élevé à 32 089 GWh, en recul de 12 % par rapport à 2017 ; les exportations ont baissé de 23,1 % à 10 499 GWh et les importations de 5,4 % à 21 590 GWh ; le solde importateur a atteint 11 090 GWh, en progression de 20,9 %.
Les échanges ont lieu dans les deux sens, mais le solde est largement exportateur vers le Maroc et Andorre ; par contre, avec la France et le Portugal, il est largement importateur sur l'année ; à partir d'octobre 2015, la mise en service de la ligne HVDC d'interconnexion électrique France-Espagne Baixas - Santa Llogaia a doublé la capacité d'échange entre les deux pays. Sur l'année 2018, l'interconnexion avec la France a été saturée 52 % des heures dans le sens France-Espagne. Les échanges avec la France sont largement influencés par les variations de la production éolienne espagnole : exportations quand elle est élevée, importations quand elle est faible ; en mars, la forte disponibilité de l'éolien et de l'hydraulique ont causé un solde exportateur 78 % du temps, et sur la deuxième moitié de novembre, la vague de froid et les indisponibilités de centrales nucléaires françaises ont fortement sollicité les exportations vers la France : le solde a été exportateur 73 % du temps. Les importations depuis le Portugal ont été très importantes en périodes de forte production éolienne et hydraulique au Portugal : mars, juin, juillet, août.
| GWh | Importations | Importations | Importations | Exportations | Exportations | Exportations | Soldes  | Soldes | Soldes | Soldes | Soldes |
| Pays                                                                                                   | 2016         | 2017         | 2018         | 2016         | 2017         | 2018         | 2012    | 2015   | 2016   | 2017   | 2018   |
| France                                                                                                 | 13 290       | 17 066       | 15 816       | 5 483        | 4 601        | 12 042       | 1 883   | 7 320  | 7 806  | 12 465 | 3 774  |
| Portugal                                                                                               | 7 056        | 5 756        | 5 651        | 1 972        | 3 071        | 2 997        | −7 897  | −2 267 | 5 084  | 2 685  | 2 654  |
| Andorre                                                                                                | 0            | 0            | 0            | 278          | 233          | 211          | -286    | -264   | -278   | -233   | -211   |
| Maroc                                                                                                  | 0            | 0            | 100          | 4 952        | 5 741        | 3 500        | −4 900  | −4 936 | −4 952 | −5 741 | −3 395 |
| Total                                                                                                  | 20 346       | 22 824       | 21 590       | 12 686       | 13 649       | 10 499       | −11 200 | -147   | 7 660  | 9 175  | 11 090 |
| Source: Red Eléctrica de España (Rapport 2018). solde des échanges extérieurs : négatif si exportateur |              |              |              |              |              |              |         |        |        |        |        |

### Liaisons historiques
La liaison Espagne-Maroc à travers le détroit de Gibraltar a été inaugurée en 1997 (26 km, 700 MW) puis doublée en 2006, portant la capacité d'échanges à 1 400 MW ; ces câbles sont exploités en 400 kV (courant alternatif triphasé).
Le chantier d’interconnexion électrique France-Espagne Baixas - Santa Llogaia par l’est des Pyrénées a été lancé en 2011. La mise en service de cette nouvelle interconnexion permet de porter la capacité physique d’export depuis la France vers l’Espagne de 1 400 à 2 800 MW. La technologie développée sur cette liaison souterraine, d’une longueur de 65 km, est en courant continu. Ce projet initié depuis plus de 30 ans est un projet majeur pour l’Union Européenne en faveur du désenclavement électrique de la péninsule ibérique. Ce projet fait passer la capacité d'échange avec la France de 3 % à 6 % de la demande maximale de la péninsule ; de plus, il garantit l'alimentation de la ligne de TGV France-Espagne mise en service en 2014. Cette interconnexion, la première réalisée avec la France depuis 30 ans, est déclarée projet d'intérêt européen et a reçu un financement de 225 millions d'euros dans le cadre du programme européen EEPR (European Energy Program for Recovery).
L'inauguration de l'interconnexion en février 2015 préparait la mise en service commerciale prévue en juin 2015 ; les interconnexions existantes étaient saturées les deux tiers du temps entre les deux pays, surtout dans le sens de la France vers l’Espagne. EDF table, grâce à ce nouveau débouché, sur quelques dizaines de millions d'euros de marge supplémentaire par an car, en moyenne, les prix spot sont nettement plus élevés en Espagne (42,70 €/mégawattheure en 2014) qu'en France (34,60 €/MWh). L'Espagne bénéficie en revanche de prix plus bas dans les périodes où ses quelque 30 000 MW de capacités installées dans le solaire et l'éolien tournent à plein.
En 2012, les lignes d'interconnexion actives étaient :
- avec la France : 6 lignes, dont 2 en 400 kV (Vic-Baixas et Hernani-Argia), qui ont représenté la large majorité des échanges, 2 en 220 kV(Arkale-Argia et Biescas-Pragnères) et 2 lignes en 150 et 132 kV, très peu actives ;
- avec Andorre : 1 ligne en 110 kV ;
- avec le Portugal : 10 lignes, dont 4 en 400 kV (Cartelle-Lindoso, Aldeadávila-Lagoaça, Cedillo-Falagueira et Brovales-Alqueva), par lesquelles a transité la plus grande part des échanges, 3 en 220 kV, et 3 lignes peu actives en 132 kV, 66 kV et 15 kV ;
- avec le Maroc : 1 ligne 400 kV.

### Projet de liaison nouvelle
L'interconnexion électrique France-Espagne Golfe de Gascogne vise à faire passer des câbles sous-marins entre la France et l'Espagne pour accroître les échanges à hauteur de 2 200 mégawatts à l'horizon 2023, pour un coût évalué entre 1,6 et 2 milliards d'euros. En 2016, la Commission de régulation de l’énergie (CRE) a jugé « totalement prématuré » ce projet soutenu par l'Union européenne : selon la CRE, la France est bien interconnectée avec ses voisins et il n'y a aucune visibilité de la faisabilité technique de l'opération, très complexe car la ligne devra passer par une fosse sous-marine ; selon la CRE, « il y a un emballement de la Commission européenne, avant même d'avoir un rapport coût-efficacité du projet ». En 2017, la France et l'Espagne se sont mises d'accord sur la répartition des coûts du projet et la Commission européenne a accordé une subvention de 578 M€. Le 14 septembre 2021, RTE annonce que le ministère de la Transition écologique a validé, après trois ans de concertation avec les élus et les citoyens, le tracé de la future ligne électrique entre les postes de transformation de Cubnezais (près de Bordeaux) et de Gatika (près de Bilbao), soit environ 400 km de long, dont 300 sous la mer. RTE vise désormais une mise en service en 2027. Ce projet de 1,75 milliard €, soutenu par l'Union européenne, doublera la capacité d'échanges d'électricité entre les deux pays pour les porter à 5 000 MW.

## Impact environnemental
Les émissions de CO2 liées à la production d'électricité en Espagne s'élevaient à 47,73 Mt (millions de tonnes) en 2022, dont 32,04 Mt dues au gaz naturel (67 %), 8,97 Mt au charbon (19 %) et 6,72 Mt au pétrole (14 %). Depuis 2000, elles ont reculé de 27 % (charbon : -85 %, gaz naturel : x49,9, pétrole : -5 %).
En 2018, ces émissions de CO2 ont atteint 64,2 Mt (millions de tonnes) en 2018, en baisse de 13,8 % par rapport à 2017, après une hausse de 17,9 %, ces fortes variations découlant de celles de la production des centrales à charbon et à gaz, conséquence de celles de la production hydroélectrique ; 55,5 % de ces émissions proviennent des centrales à charbon et 18,4 % des cycles combinés gaz.

## Les acteurs

### Opérateurs
Le secteur, concurrentiel depuis l'ouverture d'un marché de l'électricité national, le 1er janvier 1998, et son élargissement dans l'ensemble de la Péninsule Ibérique depuis l'ouverture du MIBEL, le 1er juillet 2007, est aujourd'hui dominé par trois grands opérateurs qui produisent près de 80 % de l'énergie électrique :
- Iberdrola, opérateur historique du pays basque, est devenu le premier opérateur du pays, avec 31 % de la production et 33 % de la puissance installée en 2009. Iberdrola est premier producteur mondial d'énergie éolienne ; c'est aussi le plus gros producteur d'énergie nucléaire d'Espagne après reprise des activités de Iberduero. En novembre 2006, Iberdrola a acheté le britannique Scottish Power, devenant le no 3 européen de l'énergie électrique. Iberdrola est devenu en 2010 l'une des plus grandes sociétés productrices d'électricité au monde[72]
- Endesa, qui était encore au début des années 2000 le principal producteur et distributeur d'électricité en Espagne et en Amérique latine, est aujourd'hui filiale du groupe italien ENEL et occupe le second rang (29 % de la production).
- Unión Fenosa, acquis par le géant gazier Gas Natural au début 2009 se retrouve avec la 3e place avec 21 % de la production nationale[73].

Parmi les opérateurs de plus petite taille, on peut citer :
- HC Energía (anciennement Hidrocantábrico), basé en Cantabrie et dans les Asturies.
- E.ON España (anciennement Electra de Viesgo, racheté en 2008 par le géant allemand E.ON).

Le 30 novembre 2014, E.ON a annoncé la cession à l'australien Macquarie de ses actifs en Espagne et au Portugal pour 2,5 milliards d'euros.
Cette concentration s'observe également dans le secteur de la distribution électrique, alors que les trois géants du secteur accaparent 94 % du marché, laissant une portion congrue aux 326 autres distributeurs présents sur le territoire en 2007.
En mai 2020, Total annonce l'acquisition à Energias de Portugal (EDP) d'un portefeuille de 2,5 millions d'abonnés gaz et électricité résidentiels en Espagne, soit une part de marché de 12 % dans le gaz et de 6 % dans l'électricité, ainsi que de deux centrales électriques fonctionnant au gaz en Navarre (850 MW), qui complèteront les 2 000 MW de centrales solaires que Total compte développer en Espagne.

### Régulateurs
- Régulateur national : Comisión Nacional de Energía (CNE)

### Bourse de l'électricité
La Convention internationale relative à la constitution d'un marché ibérique de l'énergie électrique (MIBEL) entre l'Espagne et le Portugal, conclue à Santiago de Compostela le 1er octobre 2004, a approuvé une nouvelle organisation en vertu de laquelle l'Opérateur du Marché Ibérique (OMI) est converti en une entité composée de deux sociétés mères, avec des participations croisées entre elles de 10 %, et détenant chacune la propriété de 50 % du capital de deux sociétés gestionnaires du marché, la société gestionnaire portugaise, OMI-Pôle Portugais, SGMR (OMIP), gérant le marché à terme et la société gestionnaire espagnole OMI, Pôle espagnol S.A. (OMIE), le marché spot.
En application de cette convention, le 1er juillet 2011 l'Opérateur du Marché Ibérique de l'Énergie, Pôle Espagnol, S.A., (OMEL) a transmis en bloc la branche de gestion du marché de l'électricité et d'autres produits de base énergétique, développée jusque-là par OMEL, en faveur de OMI, Pôle espagnol S.A. (OMIE).
- OMEL[78] : société holding espagnole détenant 50 % des deux sociétés gestionnaires du marché OMIE et OMIP.
- OMIE[79] : société gestionnaire du marché spot ibérique. Sur le site d'OMIE sont consultables et téléchargeables toutes les statistiques de prix et quantités échangées.
- OMIP : société gestionnaire du marché à terme ibérique.

## Réglementation
Le cadre règlementaire a été défini par la directive européenne 2003/54/CE concernant des règles communes pour le marché intérieur de l'électricité, publiée le 26 juin 2003.
Auparavant, les règles européennes pour le marché intérieur de l'électricité avaient déjà été transposées par la Loi d'organisation du système électrique national (espagnol : Ley de Ordenación del Sistema Eléctrico Nacional. - LOSEN), la création d'un opérateur public du réseau de transport, Red Eléctrica de España, puis la transposition de la directive de 96/92/CE par la Loi 54/1997 du secteur électrique qui crée un marché de l'électricité à compter du 1er janvier 1998.
Le décret-loi 1/2012 du 27 janvier 2012 a suspendu les mécanismes d'incitation pour les nouvelles installations de production d'électricité à partir d'énergies renouvelables, de cogénération et de déchets.

## Politique énergétique
Le 24 septembre 2024, l'Espagne remet à la Commission européenne son nouveau plan énergie et climat 2023-2030, qui revoir à la hausse ses ambitions en matière de décarbonation, présentant une centaine de mesures pour y arriver. La dépendance aux énergies fossiles importées devrait baisser de 70 % en 2023 à 50 % en 2030, tous secteurs confondus, et la part des énergies renouvelables dans la production d'électricité devrait atteindre 80 % en 2030. Le solaire photovoltaïque devrait représenter 53 % de la réduction des émissions du secteur de la production électrique. La puissance installée renouvelable devrait atteindre 160 GW et celle des dispositifs de stockage 22,5 GW. Le plan confirme la disparition totale du charbon en 2025 et maintient son calendrier de fermeture totale des centrales nucléaires d'ici à 2035. Mais l'Espagne est en retard dans la mobilité propre : la part des ventes de véhicules électriques plafonne à 10 %, alors que 25 % étaient prévus pour 2024, et le réseau de bornes de recharge est très insuffisant. Le plan espagnol annonce cependant 5,5 millions de véhicules propres en 2030, au lieu des 5 millions prévus jusque-là.